# История Небраски

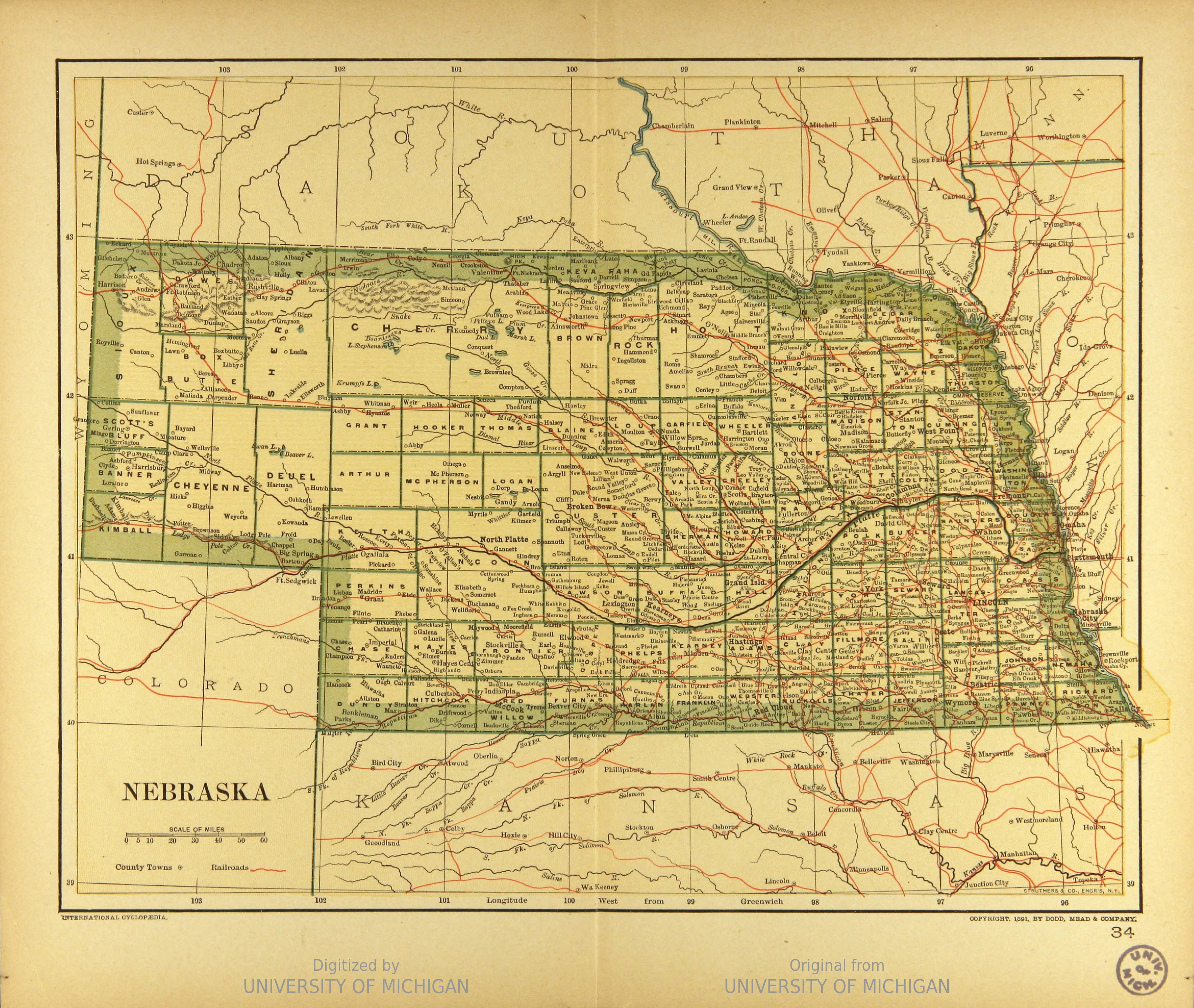
Карта Небраски 1894 года

История штата Небраска начинается примерно 12 000 лет назад, когда Великие равнины были впервые заселены человеком. Ко времени появления первых европейских торговцев и исследователей эта часть равнин была населена коренными народами: пауни и племенами сиу. К концу XVII века эта территория входила в состав Французской Луизианы. В 1803 году Луизиана была продана США, и предполагалось зарезервировать эту территорию за коренными народами. В 1823 году Джедедайя Смит обнаружил проход в Скалистых горах, что позволило проложить дорогу вдоль реки Платт, по которой началось заселение Орегона и Юты. Этой же дорогой через Небраску уходили на запад мормоны. После присоединения Калифорнии и начала калифорнийской золотой лихорадки индейская территория стала препятствием на пути на запад, поэтому в 1854 году Закон Канзас-Небраска учредил две новые территории, в их числе Территорию Небраска. В результате трёх договоров племена пауни уступили свою территорию (всю центральную Небраску) правительству в обмен на небольшую резервацию (откуда в 1876 году они были переселены в Оклахому), а по трём договорам с лакота, шайеннами и арапахо белые поселенцы получили доступ в западную Небраску.
В годы Гражданской войны в Небраске не шло боевых действий, но из местных жителей были сформированы три полка для федеральной армии. 1 марта 1867 года Небраска стала 37-м штатом США. В 1868 году был подписан Договор в форте Ларами, по которому племена сиу уступили правительству свои земли на западе штата. В мае 1869 года через Небраску прошла Первая трансконтинентальная железная дорога США.
Небраска сильно пострадала от засух и от кризиса 1893 года, что привело к росту протестов фермеров и формированию партии популистов. В 1894 году Уильям Брайан смог сформировать коалицию популистов и демократов, которая несколько лет доминировала в политике США. В начале XX века идеология популизма стала уступать место прогрессивизму. Она получила продолжение в 1920-е годы, когда в Небраске строились шоссейные дороги и появились первые аэропланы. В годы Великой депрессии экономический кризис наложился на природные катаклизмы. Сенатор Джордж Норрис, активный сторонник политики президента Рузвельта, инициировал принятие нескольких законов для программы Нового курса, он же добивался электрификации сельских регионов Небраски и предложил реформировать легислатуру штата, что привело к появлению однопалатного законодательного собрания. После завершения Второй мировой войны Небраска столкнулась с налоговым кризисом, сокращением фермерских хозяйств, оттоком населения и проблемой «утечки мозгов». Много споров вызвал проект строительства могильника для радиоактивных отходов, который был отменён после долгих споров в 1999 году.
В начале XX века Небраска стала монолитно «красным» (то есть республиканским) штатом, регулярно голосуя за кандидатов в губернаторы, сенаторы и президенты от Республиканской партии.

## Ранняя история
Исследования стоянок культур Кловис и Фолсом показали, что первые люди (палеоиндейцы) появились на Североамериканском континенте примерно за 12 500 лет до настоящего времени. Однако раскопки 1970-х и 1980-х годов показали, что это могло случиться и раньше. Особо интересны раскопки 1987 года на Медисин-Крик в Небраске: были обнаружены кости мамонта, разбросанные кем-то в произвольном порядке. Возникло предположение, что человек охотился здесь уже 18 000 лет назад. Традиционно эпоха палеоиндейцев делится на раннюю, связанную с культурой Кловис (11500—11000 лет назад), Среднюю, связанную с культурой Фолсом (11000—10500) и Позднюю (10500—8000). В Небраске не обнаружено стоянок культур Кловис и Фолсом, хотя найдены отдельные артефакты того времени. Их наличие возможно, поскольку они имеются в соседних штатах: Южной Дакоте, Канзасе, Колорадо и Вайоминге. Несколько стоянок Поздней палеоиндейской эпохи найдено в западной Небраске.
К археологическим объектам последней эпохи относится Хадсон-Менг около Крофорда (предположительно место массового забоя бизонов), а также Лайм-Крик, Аллен и Ред-Смок в округе Фронтир. Последние изучались в 1947 и 1952 годах и датированы периодом 8000—10000 лет до настоящего времени. Раскопки показали, что в этот период человек уже переключался с мегафауны на более мелкую дичь, в частности бобров и антилоп. Дальнейшая судьба палеоиндейцев на Великих равнинах неизвестна. Есть предположения, что они перебили всю дичь и ушли в другие регионы; возможно, они ушли из-за засухи; не исключено, что население сохранилось в каких-то регионах. Около 8000 лет назад мегафауна на равнинах полностью вымерла и человек начал приспосабливаться к новым условиям существования. Начался Архаический период: орудия труда стали более сложными и разнообразными, человек начал употреблять в пищу растения и даже изредка использовать огонь.
Одной из самых известных стоянок Архаического периода является стоянка Сигнал-Батт в округе Скотс-Блафф, которая одновременно является одной из самых ранних стоянок древнего человека, изученных наукой на Великих равнинах. Нижние слои этой стоянки датируются периодом 5000—1500 лет до настоящего времени.
В I веке нашей эры на Великих равнинах расселились носители Вудлендской культуры. Они вели менее кочевой образ жизни, занимались в основном охотой, но уже выращивали какие-то растения. Они уже умели изготавливать керамику, но крупного размера, предположительно для хранения продовольствия. На юге Небраски и севере Канзаса существовала в это время культура Кейт, характерная большими каменными наконечниками, но здесь обнаружены и мелкие наконечники, из чего возникло предположение, что эти люди уже освоили лук и стрелы.
Около 1000 года на смену равнинным вудлендцам пришли другие люди, которые селились крупными неукреплёнными деревнями и выращивали кукурузу и бобы. В истории Небраски этот период известен как «Период равнинных деревень». Они изготавливали качественную керамику и большое количество сложных инструментов. Эти люди исчезли после 1400 года, вероятно, вследствие климатических изменений. В итоге до XVII века равнины оставались почти необитаемыми.

### Первые исследования

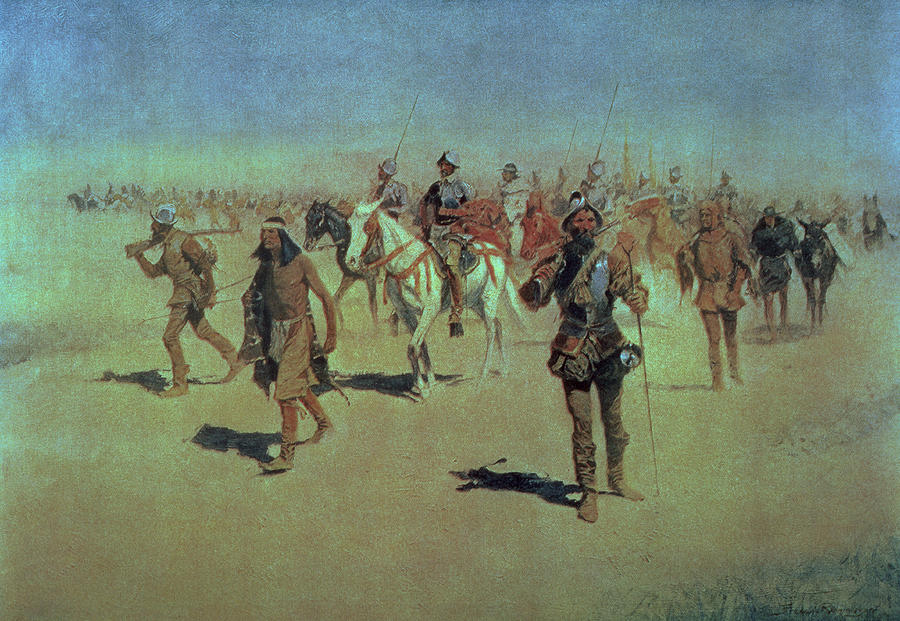
Поход Коронадо, картина Ф. Ремингтона 1890-х годов

Первое письменное упоминание Великих равнин появилось в 1541 году, когда испанский отряд Франсиско Коронадо пришёл сюда в поисках золота и описал селение Кивира (Quivira), которое находилось предположительно в Небраске. Коронадо написал в отчёте, что здесь нет ни золота, ни других металлов, а люди живут в шалашах из веток и шкур. Коронадо упоминает имя Tartarrax и место Harahey, в которых можно узнать слова языка каддо или языка индейцев пауни, поэтому считается, что Коронадо посещал именно поселение пауни. Это племя доминировало в Небраске после 1600 года; его самоназвание неизвестно, а слово «пауни» ввёл в употребление француз Ла Саль. В 1673 году это название появилось на карте Жака Маркетта. Легенды самих пауни, записанные в XIX веке, утверждают, что они пришли в Небраску около XIII века.
Пауни жили в деревнях в долине реки Платт, но их охотничьи территории уходили далеко за пределы долины. Общество пауни представляло собой конфедерацию нескольких племён: чауи, киткехахки, питахауират и скиди. Каждое племя имело своё село (иногда два) со святилищем. Часть года они жили, как оседлые фермеры, выращивая кукурузу, а дважды в год охотились на бизонов. Позже, с появлением лошадей, пауни больше времени стали уделять охоте на бизонов.
Испанцы не придавали значения этому региону до начала XVIII века, когда пришли сведения, что индейцы уже ведут торговлю с французами. В 1720 году губернатор провинции Санта-Фе де Нуэво Мексико отправил своего заместителя Дона Педро де Вильясура в разведывательную экспедицию на равнины. Он выступил из Санта-Фе, дошёл до реки Платт, перешёл её и подошёл к реке Луп, где встал лагерем. На рассвете индейцы пауни напали на его лагерь, убили Вильясура и его людей, и только 13 испанцев сумели вернуться в Санта-Фе. Эта экспедиция стала самой северной из всех, предпринятых испанцами, и первым вторжением европейцев на территорию Небраски.

### Период французского присутствия

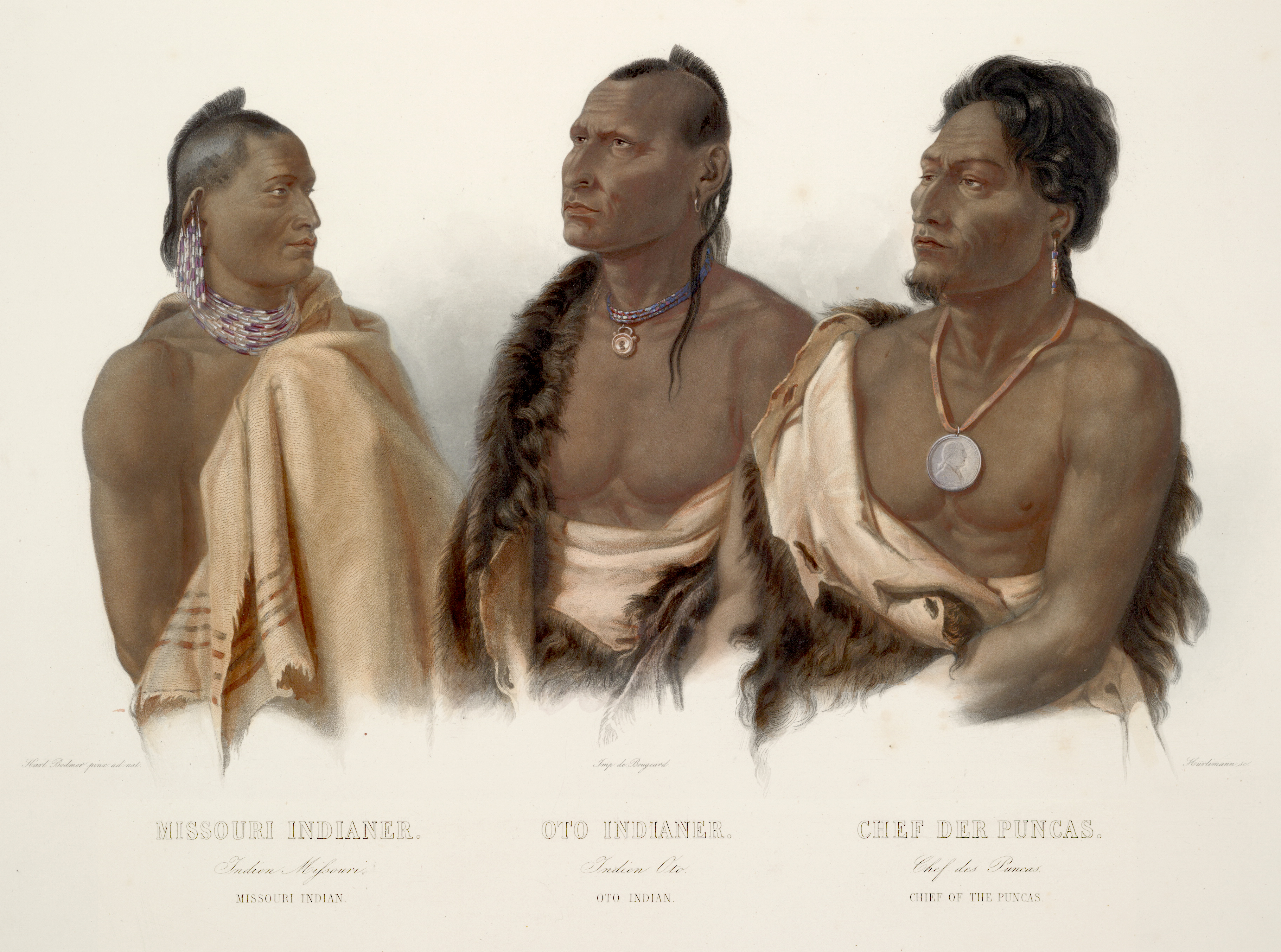
Индейцы миссури, ото и понка, литография 1840-х годов

Французы впервые исследовали Небраску в 1714 году, когда Этьен Виняр де Бургмон посетил долину Миссури. В описании своего путешествия он впервые употребил слово «Небраска». «Выше по реке есть ещё одна большая река, — писал он, — которую французы и индейцы называют Нибраскер (Nibraskier)». Позже эта река получила название Платт. Под впечатлением отчётов Бургмона французская Индейская Компания поручила ему основать форт на реке Миссури; зимой 1723—1724 года Бургмон основал форт Орлеан, заключил договоры с соседними племенами и вскоре вернулся в Париж, взяв с собой несколько местных вождей. В Небраске в то время жили индейцы понка, омаха, ото-миссури и айова, а позже появились санти и виннебаго; все они относились к группе индейцев сиу. Успехи Бургмона не получили продолжения, французы мало интересовались регионом, а в 1763 году им пришлось уступить всю долину Миссисипи испанцам.
Испанцы попытались наладить торговлю с индейцами долины Миссури и отправили туда три экспедиции, в 1794, весной и осенью 1795, но все они окончились неудачей. Между тем Франция решила вернуть Луизиану, поскольку та была нужна для снабжения карибских колоний: в 1800 году Наполеон уговорил испанского короля уступить Луизиану Франции. Однако в 1803 году попытка вернуть восставший остров Сан-Доминго провалилась, и Франции пришлось отказаться от карибских колоний и, соответственно, от Луизианы. Было решено отдать Луизиану американцам, чтобы тем самым помешать их сближению с Британией.
30 апреля 1803 года Роберт Ливингстон и Джеймс Монро подписали договор о покупке Луизианы. Это позволило президенту Джефферсону осуществить свою давнюю мечту об исследовании Запада. Ещё в январе 1803 года он добился у Конгресса согласия на экспедицию на запад, и поручил своему секретарю Мериуэзеру Льюису возглавить её. Ему было поручено наладить контакты с племенами долины Миссури, оценить количество пушного зверя в регионе и найти выходы к Тихому океану. Льюис взял себе в компаньоны Уильяма Кларка, младшего брата Джона Роджерса Кларка.

### Экспедиция Льюиса и Кларка
Льюис отплыл из Питтсбурга 31 августа 1803 года, встретил в Луисвилле Кларка, после чего экспедиция покинула Кентукки, перезимовала около Сент-Луиса, а 14 мая продолжила путь, теперь уже по территории, формально принадлежащей США. В июне они добрались до реки Канзас, а 11 июля встали лагерем в устье реки Биг-Немахо, на территории современной Небраски. Неподалёку от лагеря Кларк обнаружил курганные захоронения. Предположительно, это была современная археологическая зона Лири. 21 июля экспедиция достигла реки Платт, а затем поднялась выше по реке и встала лагерем там, где потом был основан форт Аткинсон. Здесь в августе Кларк встретился с вождями миссури и ото, раздал им подарки, и объяснил, что французы и испанцы ушли, и теперь эта территория находится под юрисдикцией США. Он заявил, что если индейцы будут хорошо себя вести, то в устье реки Платт будет основан торговый пост, где можно будет выгодно торговать.
В отчётах Кларк сообщил о большом количестве пушного зверя на территории Небраски, что привело к тому, что американская пушная торговля сместилась в верховья Миссисипи. В 1807 году на реке Бигхорн был основан торговый пост, форт Раймонд, как база для торговли с черноногими, а в 1809 году при участии Кларка была основана Миссурийская меховая компания. Сфера интересов торговцев быстро сместилась на запад и север от Небраски, но через Небраску пролегли важные торговые пути. В том же 1809 году был основан форт Лиса для торговли с омаха, ото и айова. Впоследствии война 1812 года остановила торговлю, но она снова возобновилась в 1819 году.

## В границах США

### Йеллоустонская экспедиция

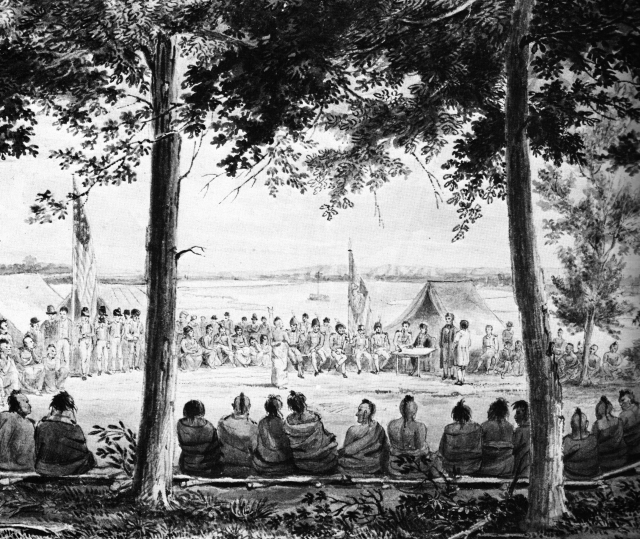
Индейцы пауни на переговорах с Лонгом в 1819 году

После войны 1812 года Британия сохранила влияние на индейцев северо-запада, вела с ними торговлю, и некоторые племена так и не признали верховенство США. По этой причине президент Джеймс Монро решил отправить военную экспедицию в долину Миссури и поручил организацию военному секретарю Джону Кэлхуну. Главной целью было основание торгового поста на слиянии рек Йеллоустон и Миссури, поэтому экспедиция получила название «Йеллоустонская экспедиция». Возглавил её полковник Генри Аткинсон. Одновременно майор Стивен Лонг возглавил вторую экспедицию, для изучения земель к западу от Консил-Блафф. Для экспедиции Лонга был задействован колёсный пароход Western Engeneer, который стал первым пароходом на реке Миссури. Лонг основал Инженерный Кантонмент, а Аткинсон основал Кантонмент Миссури и провёл там зиму 1819—1820 года. Весной 1820 года Аткинсон построил форт на месте одного из лагерей экспедиции Кларка.
Весной 1820 года Конгресс счёл продолжение экспедиции нецелесообразным, поэтому отряд Аткинсона остался в форте, но экспедиция Лонга продолжилась. Лонг поднялся вверх по реке Платт до Скалистых гор, которые оказались непроходимы. Он повернул на юг, чтобы найти истоки реки Ред-ривер, но не смог найти их. Осенью экспедиция завершилась, и по её результатам были составлены три тома описаний региона. Лонг назвал территорию будущей Небраски малоперспективной и едва ли пригодной для заселения. Его утверждение, что земли между Миссури и Скалистыми горами не смогут прокормить земледельца впоследствии часто цитировалось.

### Форт Аткинсон
Между тем в то же лето в основанный Аткинсоном форт был переведён 6-й пехотный полк США, а форт указом военного министра был переименован в Форт-Аткинсон. Военным было рекомендовано заняться сельским хозяйством, и Аткинсон, разбиравшийся в земледелии, быстро наладил выращивание овощей и разведение домашнего скота. Вскоре Аткинсона перевели в Сент-Луис, а командиром форта стал полковник Генри Ливенворт, также имевший опыт фермерской жизни. В июле 1822 года он сообщил, что возделано уже 517 акров земли, где выращивается картофель, бобы, пшеница и т. д. Полевые работы требовали большого количества лошадей, для обслуживания которых была построена кузница, а затем появилась мельница и печь для обжига глины.
В 1821 году промышленник Джон Астор занялся скупкой меха в регионе и за пять лет почти монополизировал меховую торговлю от Миссури до Скалистых гор. В 1822 году его конкурент Уильям Эшли организовал экспедицию с целью наладить торговлю с племенами черноногих, но это вызвало недовольство племени арикара, которые были посредниками в меховой торговле и не хотели терять этого выгодного положения: 2 июня 1823 года арикара напали на экспедицию Эшли и убили 14 человек. Об этом было сообщено в форт Аткинсон. Полковник Ливенворт понял, что армия должна ответить на произошедшее. 15 июня он вышел из форта с отрядом в 230 человек при двух орудиях, но этот рейд не повлиял на позицию арикара. Эшли отказался от планов по торговле с черноногими.
Все 1820-е годы форт Аткинсон оставался главной базой, охраняющей меховую торговлю и поддерживающую мир с индейцами. В 1825 году крупная военная экспедиция под командованием Стивена Карни и Генри Ливенворта прошла 2000 миль за 18 недель, и заключила 12 договоров с 16-ю индейскими племенами. Эти договоры сделали форт бесполезным с военной точки зрения, хотя в то время он превратился в процветающую сельскую общину. В июне 1827 года 6-й пехотный полк был переведён в Сент-Луис, а позже в том же году был основан форт Ливенворт у начала дороги на Санта-Фе. Форт Аткинсон просуществовал всего 8 лет, но стал важной эпохой в регионе: его обитатели сумели выжить на Великих равнинах, успешно возделывали землю, доказали её плодородность, и в целом показали, что Небраска пригодна для земледелия.
В эти годы штат Миссури был принят в Союз (1821) и была открыта тропа Санта-Фе, проходящая по территории будущего штата Канзас, по землям племени канза. В 1825 году представители правительства встретились с вождями канза и заключили Договор с канза, ко которому индейцы уступили территории в Канзасе и небольшой участок у южной границы современной Небраски.

## Индейская территория

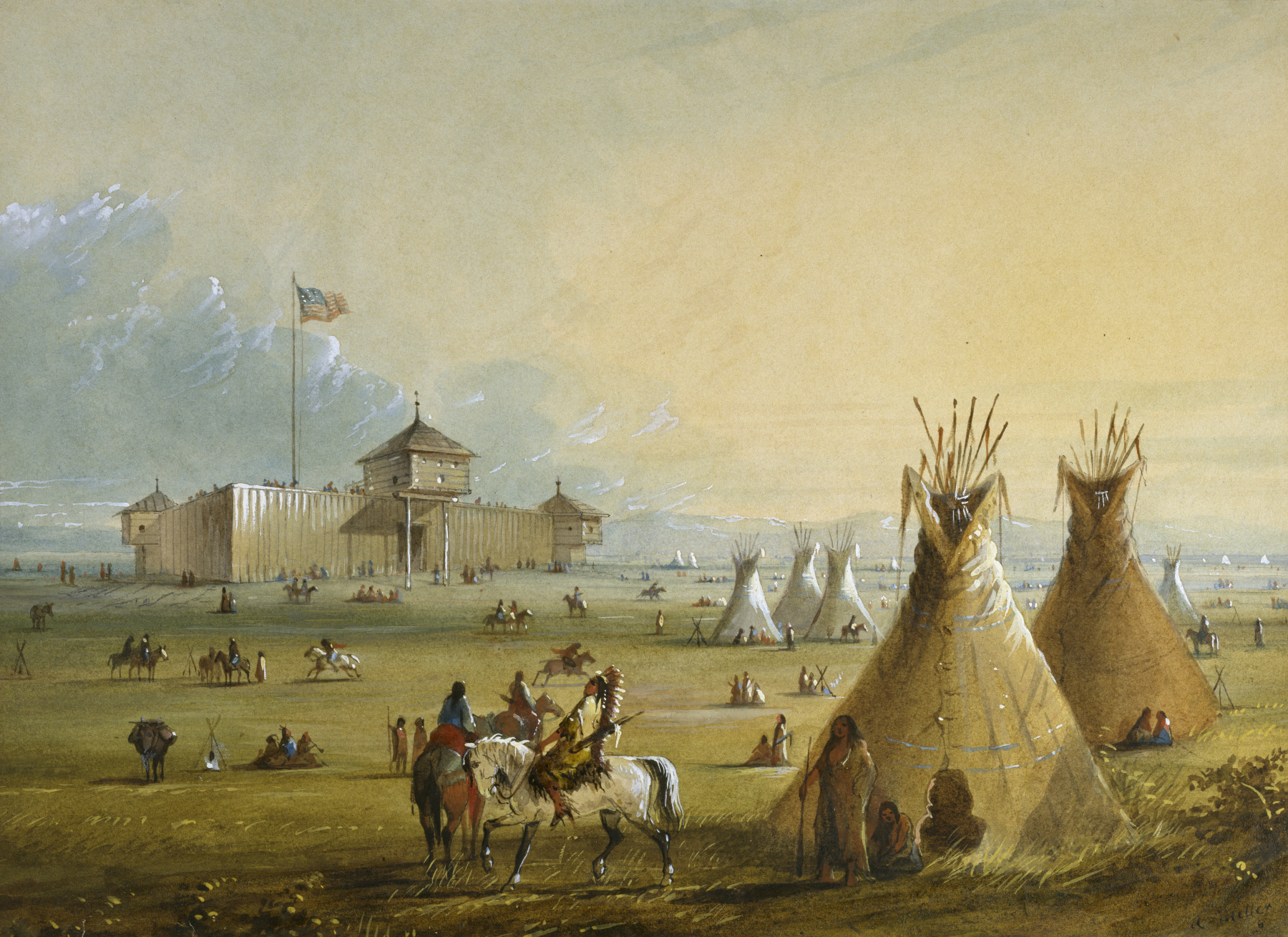
Форт Ларами в 1840 году, картина А. Дж. Миллера

Вскоре после закрытия форта Аткинсон, в 1829 году, президентом стал Эндрю Джексон, который решил покончить с проблемой коренных народов юго-востока и среднего запада, переселив их куда-то, где они не будут препятствовать переселенцам. Поскольку из рапортов Лонга и других исследователей следовало, что земли к западу от Миссури не представляют интереса для переселенцев, то было решено выделить там территорию под проживание индейцев. 28 мая 1830 года Джексон подписал Закон о переселении индейцев, а в 1834 году другой закон определил границы территории: к западу от Миссисипи, от реки Платт до Ред-Ривера. Этот же закон вёл лицензирование торговцев и запретил продавать алкоголь на индейской территории, хотя полностью предотвратить продажу алкоголя не удалось.
Когда началось переселение индейцев, несколько религиозных организаций договорились с правительством о создании христианских миссий на индейской территории, чтобы бороться с влиянием алкоголя и адаптировать индейцев к европейской культуре. В 1833 году открылась первая миссия баптистов на землях ото-миссури около Белвью, где была открыта школа для индейцев. Однако, глава миссии умер в 1840. В 1834 году открылась пресвитерианская миссия среди индейцев пауни, но она закрылась через два года, переехала в Белвью, и прекратила работу в 1846 году.

### Дорога вдоль реки Платт

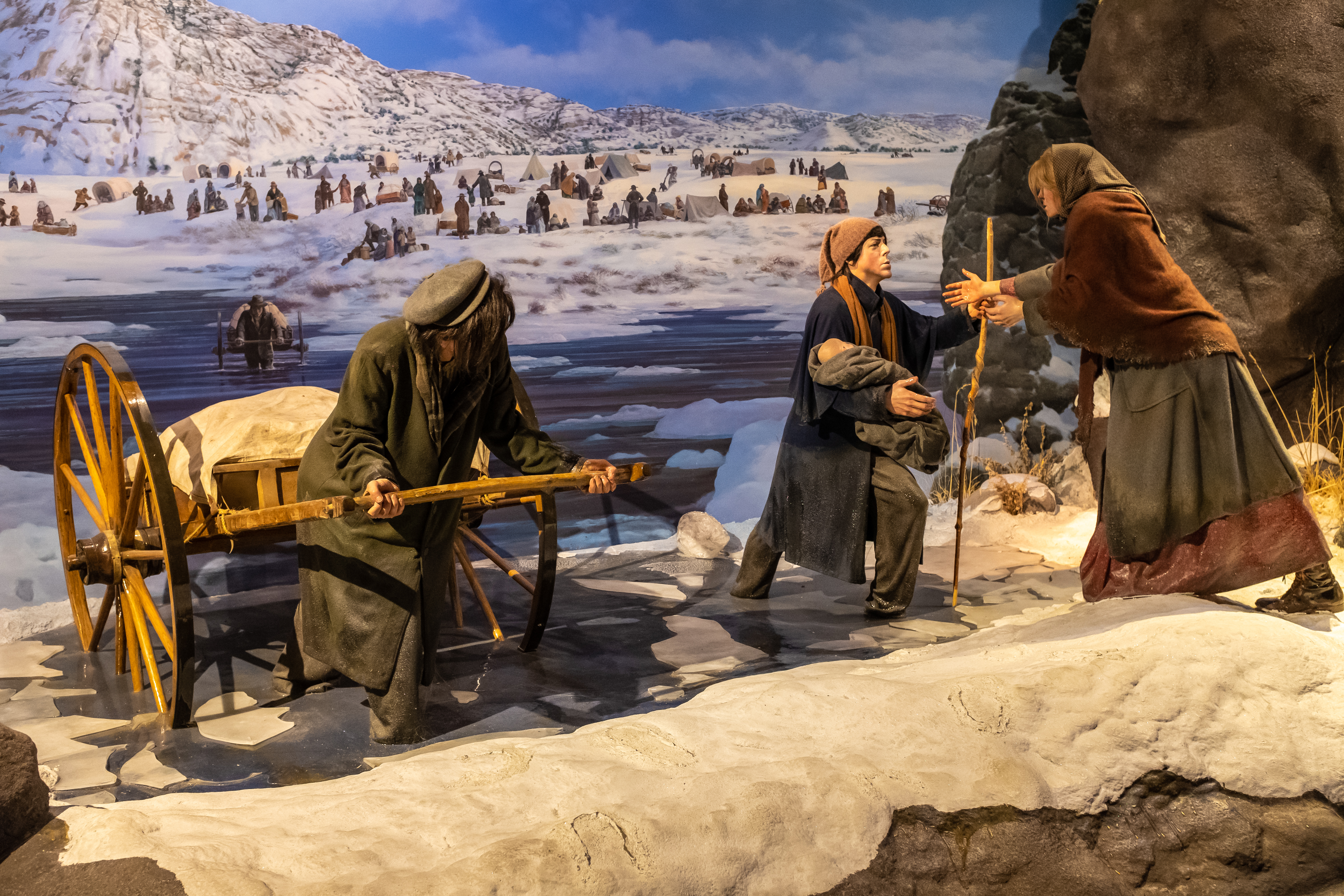
Первопроходцы на Платтской дороге, инсталляция из музея в Карни

После приобретения Луизианы возникла необходимость найти дорогу к Тихому океану; дорога экспедиции Льюиса и Кларка пролегала слишком далеко на север, поэтому переселенцы стали пользоваться или тропой Санта-Фе, или дорогой вдоль реки Платт. Сложнее всего было найти проход через Скалистые горы. В 1813 году Южный проход открыл Роберт Стюарт из Американской меховой компании промышленника и торговца Джона Астора, но открытие осталось секретом компании. В 1823 году отряд трапперов Джедедайи Смита обнаружил Южный проход, но только в 1838 году преподобный Уильям Грей прошёл весь путь до Орегона с торговым караваном, доказав проходимость маршрута для повозок.
Кризис 1837 года, прекращение меховой торговли и новый кризис 1841 года изменили характер колонизации: теперь люди шли на запад не за пушным зверем, а для освоения плодородных земель Орегона. В 1840 году Джоэль Уокер с группой переселенцев проехал по реке Платт в Орегон с последним меховым караваном. В 1841 году этим путём прошёл 61 человек отряда Бидвелла и Бартлсона. В 1842 году прошёл ещё один отряд в 100 человек, а затем экспедиция Джона Фримонта при участи Кита Карсона прошла тропу до Южного прохода. Отчёты Фримонта сделали дорогу по реке Платт знаменитой и создали ей имидж лучшего пути на Запад. В 1840-е и 1850-е уже тысячи людей пользовались этой тропой. Она насчитывала 2000 миль, и конкретный маршрут менялся время от времени. До 1847 года стартовой точкой обычно был Индепенденс в Миссури, затем она переместилась в Сент-Джозеф, чтобы не переходить реку Канзас.
Отчёт Фримонта стал, предположительно, первым документом, который упоминал слово Nebraska. Этим словом Фримонт называл реку Платт. Уже через два года было предложено назвать весь регион Небраской от названия реки.

### Мормонская тропа
Помимо путей на Калифорнию и Орегон появился и путь к Солт-Лейк-Сити, где в 1847 году поселились мормоны. После смерти Джозефа Смита они решили переселиться на запад, за реку Миссури, но белым было запрещено селиться за рекой. Тогда они через Томаса Кейна обратились за помощью к президенту Полку. Они предложили предоставить добровольцев для Мексиканской войны, а за это просили разрешения поселиться на индейской территории. Полк согласился и уже в июле 1846 года был сформирован Мормонский батальон, который поступил в распоряжение генерала Стивена Карни в форте Ливенворт. После этого 3000 мормонов перешли Миссури из Айовы и построили «Зимние квартиры» на месте будущего города Флоренс. Оставшиеся в Айове основали селение Кейнсвилл, в честь Томаса Кейна, позже переименованное в Каунсил-Блафс. В апреле 1847 года разведывательный отряд из 148 человек отправился на запад, двигаясь по северной стороне реки Платт, чтобы меньше встречаться с другими белыми. В июле они основали поселение у Большого Солёного озера, куда в том же году переехало ещё 2000 человек. В 1848 году к озеру переселилось ещё 3000 человек. С 1852 по 1956 год мормоны активно занимались обращением в свою веру и переселением новообращённых к озеру. Только в 1855 году было переселено 4225 человек. С 1856 года мормоны стали использовать повозки на ручной тяге, каждую из них обычно тянул мужчина и три женщины. На таких повозках миграция мормонов продолжалась до 1869 года, когда была открыта Трансконтинентальная железная дорога.

### Годы Золотой лихорадки

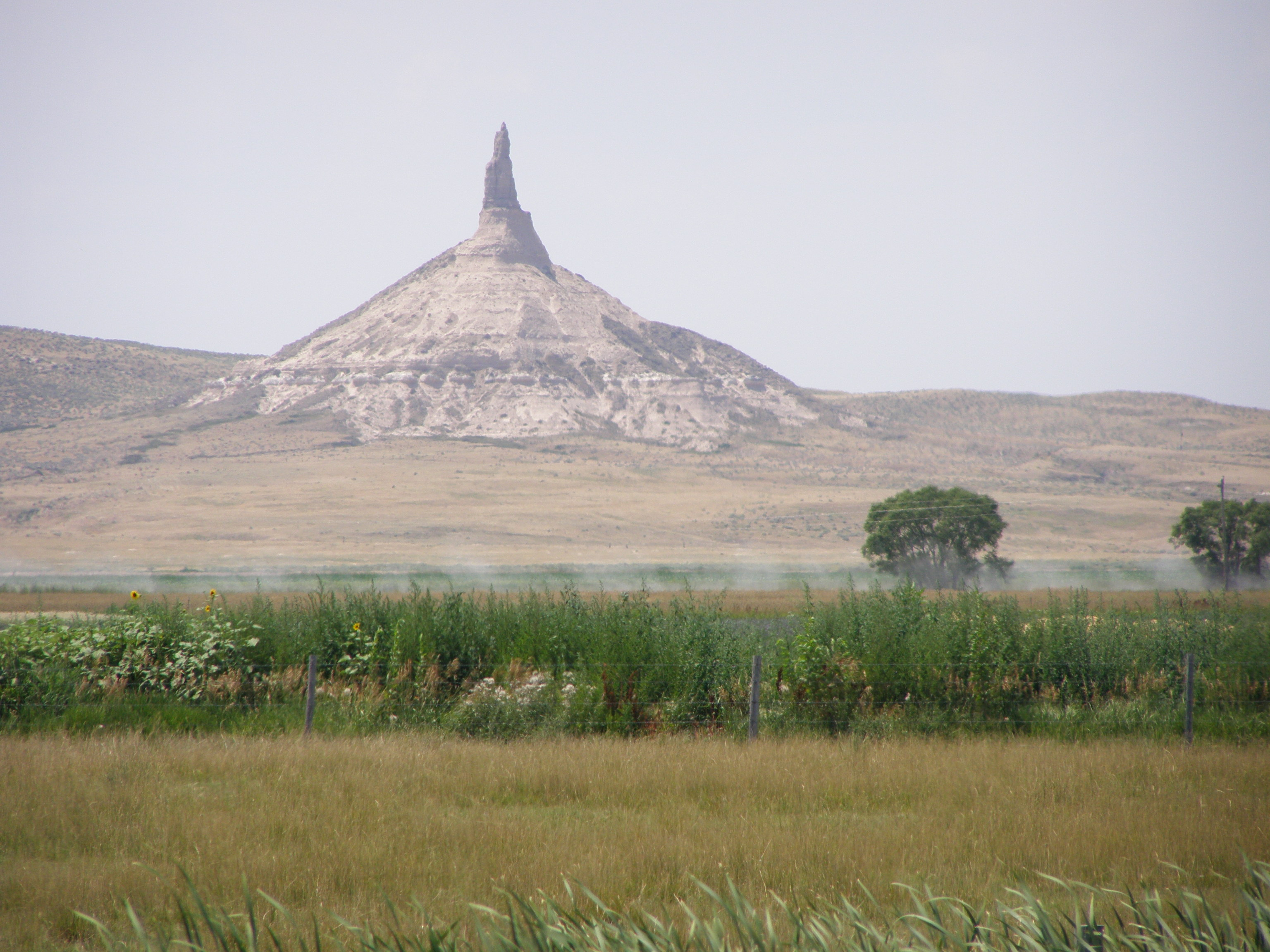
Скала Чимни-Рок, самая известная достопримечательность на платтской дороге

В январе 1848 года в Калифорнии было обнаружено золото, что привело к новой фазе миграции: весной 1849 года около 20 000 человек собрались у начала маршрута в Индепенденсе и форте Ливенворт. Оттуда они направились к форту Карни (основанному в 1848 году на реке Платт) и далее к форту Ларами. Ко всем трудностям путешествия добавилась эпидемия холеры, которая вспыхнула в том году. Всего за 1849 год по дороге прошло около 40 000 человек, а в 1850 году уже 65 000. В 1852 году было зафиксировано 70 000 путешественников, а в 1853 году Золотая лихорадка пошла на спад. С 1849 года появилось много бумажных путеводителей, но многие из них были пересказом отчётов Фримонта. Многие бывшие охотники за пушным зверем теперь переквалифицировались в гидов.
Тропа действовала с апреля или мая, повозки двигались со скоростью, обычно не превышающей 15 миль в день. Смертность была довольно высока: по приблизительным подсчётам, в пути умирал один из 17 путешественников. Частой причиной смерти была холера: в 1849 году от неё умерло 750 человек. Опасность от индейцев была более воображаемой, чем реальной, до 1860 года они почти не нападали на караваны. За всё время существования дороги смертность от рук индейцев составила всего 4 %. Несмотря на это, армия обеспечивала охрану караванов. В 1849 году у частной меховой кампании был выкуплен форт Ларами, который стал главным штабом армии на равнинах. Путешественники останавливались у фортов, чтобы отдохнуть, отремонтировать повозки или приобрести продовольствие.
Дорога по реке Платт способствовала развитию Небраски: появились армейские форты, где военные занялись земледелием, армейское присутствие потребовало присутствия ремесленников и иной инфраструктуры. Поток переселенцев изменил жизнь индейцев, которые получили больше возможностей для торговли и продажи услуг, но этот же поток привёл к сокращению поголовья диких животных, истощению пастбищ, а также принёс на равнины эпидемии. Через письма путешественников информация о Великих равнинах попала на Восток страны. Один из современников писал, что земли здесь так хороши, что любой житель Старых Штатов наверняка напишет своим друзьям, приглашая их переехать на Запад.

## Территория Небраска
К началу 1850-х годов в границы США попало побережье Тихого Океана и возникла необходимость проложить железную дорогу с Востока на Запад. Рассматривалось несколько вариантов маршрута такой дороги. Политики северных штатов предлагали северные варианты, например, вдоль реки Платт, но препятствием для этого проекта стала Индейская территория. Сенатор Стивен Дуглас мечтал о дороге через Платт, которая бы превратила Чикаго в важный железнодорожный узел. Именно он в 1844 году предложил Конгрессу создать Территорию Небраска, а потом повторял своё предложение несколько раз. В 1854 году он снова взялся за этот проект, но на этот раз против дороги были политики южных штатов. В случае превращения Небраски в штат он, согласно условиям Миссурийского компромисса, стал бы свободным штатом.
В 1850-х годах, когда Калифорния, вопреки Миссурийскому компромиссу, вошла в Союз свободным штатом, возникло предложение оставлять вопрос наличия или отсутствия рабства на усмотрение жителей штата. По этим правилам были созданы территории Нью-Мексико и Юта, а затем настала очередь Небраски. Она была нужна для прокладки железной дороги, поэтому крупные митинги с призывом создать эту территорию прошли в Айове и Миссури. Про-южные политики были сначала против, но когда стало ясно, что Миссурийский компромисс утратил силу и вопрос о рабстве в Небраске будет решаться самим населением, они изменили своё отношение и высказались за создание территории.

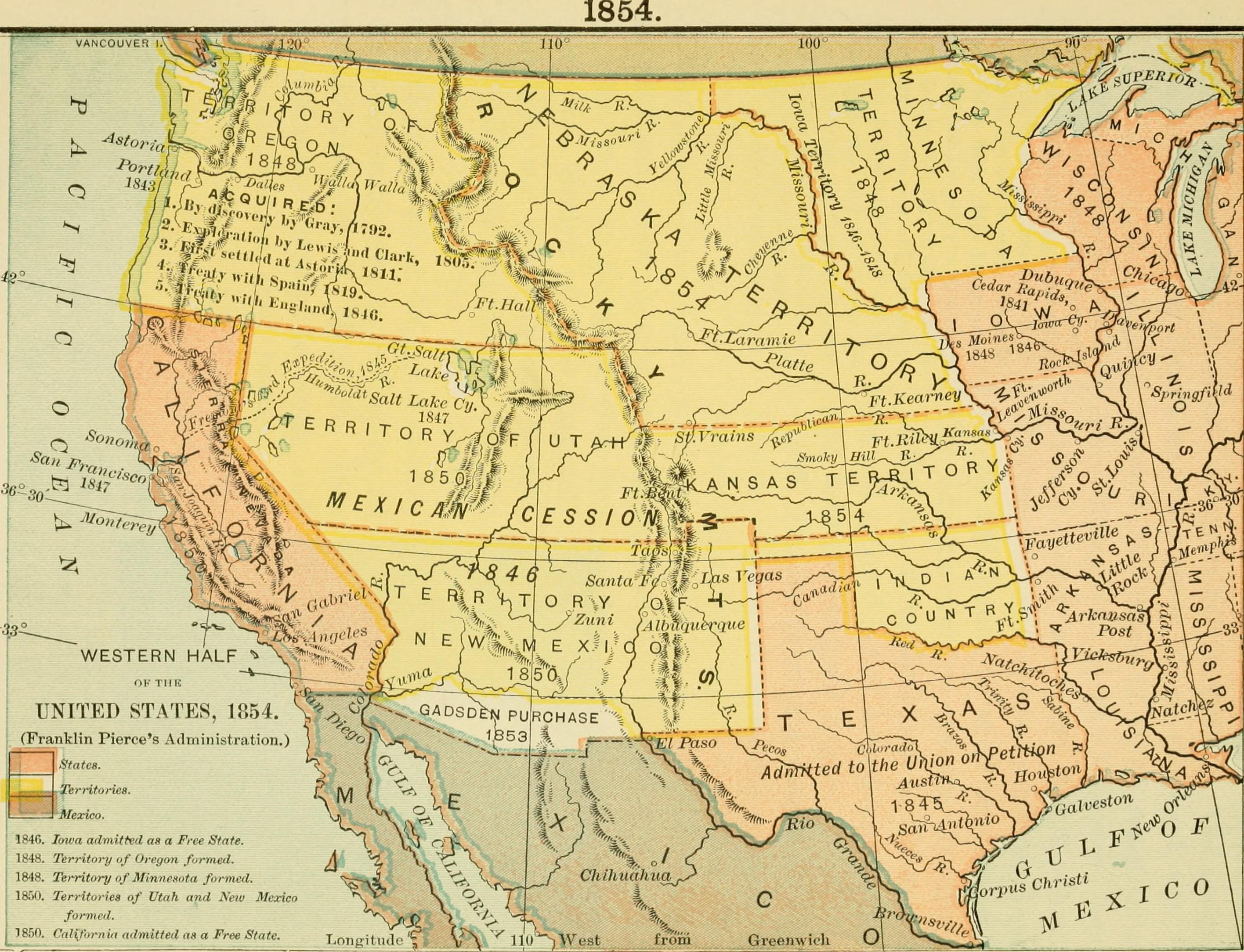
Запад США в 1854 году

9—10 января 1854 года в Сент-Джозефе (Миссури) собрался Конвент делегатов Небраски, который призвал ускорить решение вопроса об организации территории. Дуглас активно поддержал это заявление. Запросы поступали от немногочисленных жителей Небраски и даже от индейцев вайандотов, которые надеялись, что правительство территории поможет решить их споры с поселенцами. 2 февраля 1853 года билль о создании территории Небраски подал конгрессмен от Иллинойса Уильям Ричардсон. Билль легко прошёл в Палате представителей, но не прошёл Сенат: в нём не упоминался вопрос рабства, и предполагалось, что он будет решён по принципам Миссурийского компромисса. Ещё один билль был предложен 14 декабря, а 4 января 1854 года Дуглас подал другой билль, предполагавший создать сразу де территории: Канзас и Небраска. Этот билль сначала назывался «Закон Небраска-Канзас», но вошёл в историю как «Закон Канзас-Небраска».
В законе было оговорено, что вопрос о легальности рабства на этих территориях будет решаться самими жителями — этим был фактически отменён Миссурийский компромисс. Закон прошёл в сенате 3 марта 37-ю голосами против 14-ти. 21 мая билль с поправками прошёл палату представителей (113—100), а 25 мая сенат принял поправленную версию. 30 мая закон был подписан президентом Франклином Пирсом. На севере сразу прошло несколько протестных митингов, которые обвиняли Дугласа в том, что он разделил территорию Небраски на две части и пожертвовал Канзас рабовладельцам. На волне этих протестов постепенно оформилась Республиканская партия. Дугласа впоследствии осуждали и многие историки, хотя его главным мотивом было распространение законов США (в форме территориального правительства) на земли, по которым предполагалось проложить железную дорогу.
Небраска стала территорией в те годы, когда её население состояло из группы миссионеров в Белвью, небольшой общины у форта Карни и немногочисленных сквоттеров на западном берегу реки Миссури. После принятия акта Питер Сарпи, владелец торгового поста в Белвью сразу стал агитировать за размещение правительства территории в этом городке. На берегу Миссури возникло ещё множество поселений, которые рассчитывали превратиться в процветающие мегаполисы, поэтому им сразу давались названия с приставкой «-Сити». Так возникли Белвью-Сити, Карни-Сити, Небраска-Сити, Омаха-Сити, Сити-оф-Честер и иные. Город Омаха-Сити возник на месте мормонского поселения Кейнсвилл, который в 1852 году стал назваться Каунсил-Блафс, а в 1853 году был переименован в Омаху. К 1854 году здесь уже было 20 домов, два отеля и своя газета.
В январе 1855 года был выдан первый землемерный патент и к 1857 году уже 2,5 миллиона акров земли были разделены на участки и выставлены на продажу. У части этих земель уже были хозяева, которые для защиты своих интересов объединялись в Клубы землевладельцев, полулегальные организации, которые, однако, поддерживали порядок в регионе, пользовались доверием населения и в итоге стали чем-то вроде правительственного агентства. Первая же сессия территориальной легислатуры узаконила их. 7 октября 1854 года на территорию, в город Белвью, прибыл первый территориальный губернатор, южнокаролинец Фрэнсис Берт. В пути он заболел, поэтому 16 октября принимал губернаторскую присягу прямо в постели, а через два дня скончался. Исполняющим обязанности губернатора стал Томас Каминг.

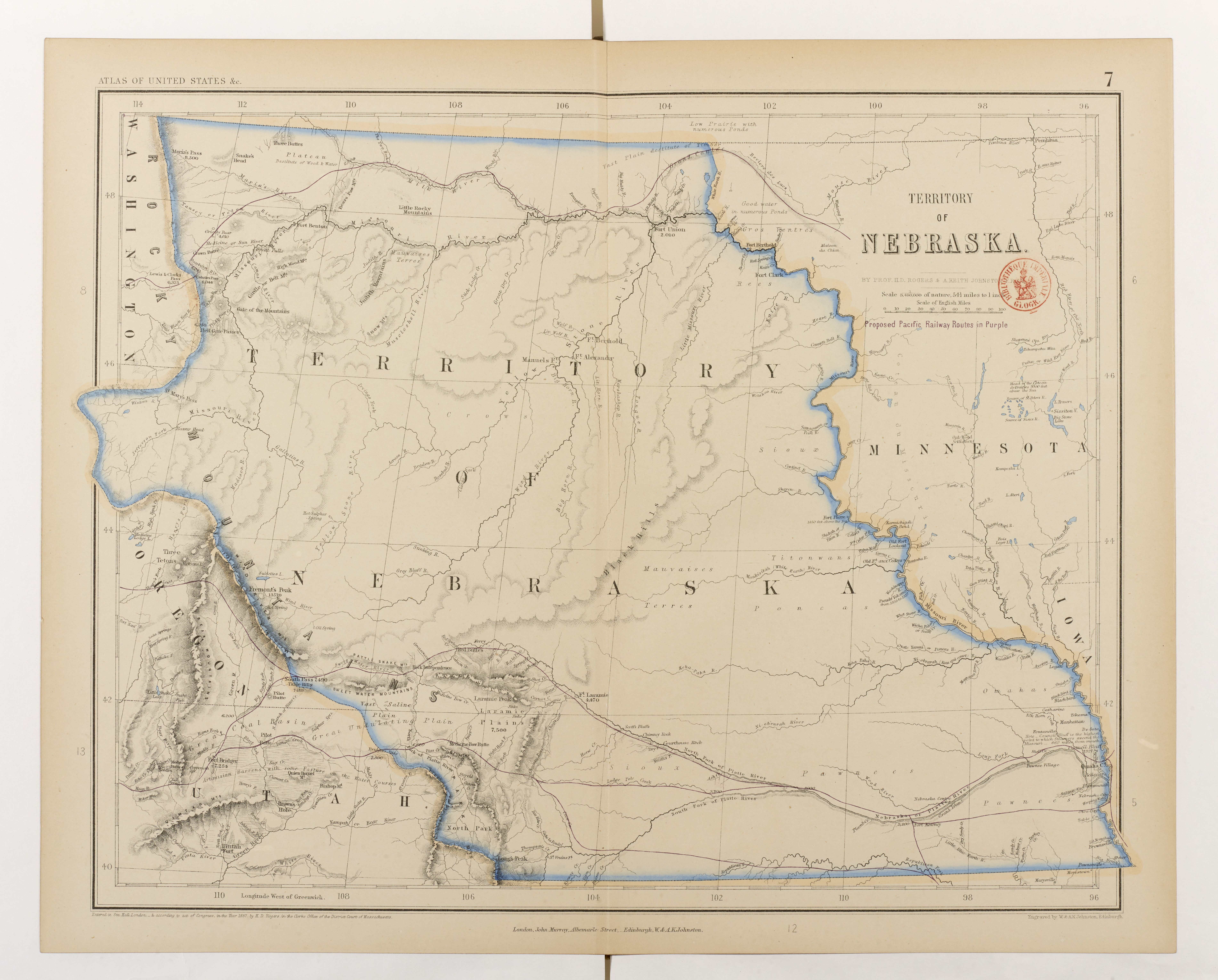
Территория Небраска на карте 1857 года

Неизвестно, где Берт намеревался разместить столицу территории, но Каминг первым же распоряжением велел провести перепись населения (которая выявила в Небраске 2732 жителя), а затем созвал первую легислатуру территории в Омахе. Она собралась 16 января 1855 года в единственном кирпичном здании в Омахе. Почти вся первая сессия ушла на споры о правомерности размещения столицы в Омахе, но противники Омахи были слишком разобщены и не достигли успеха. 20 февраля 1855 года в Омаху прибыл новый губернатор, кентуккиец Марк Изард. По его предложению в Небраске были временно введены законы штата Айова, так как многие жители штата приехали из Айовы и были привычны к этим законам. При нём же была введена система общественных школ, запрещены межрасовые браки, и введён запрет на производство, продажу и потребление алкоголя. Последний закон просуществовал до 1858 года.
8 января 1856 года общественница Амелия Блумер подала в легислатуру прошение о предоставлении женщинам права голосования. Предложение было принято 14-ю голосами против 11-ти, но по организационным причинам билль так и не был принят, и Небраска упустила исторический шанс стать первым штатом с правом голоса у женщин.
В декабре 1857 года после ряда разногласий с легислатурой губернатор Изард подал в отставку и на его место президент Бьюкенен назначил Уильяма Ричардсона из Иллинойса. В 1858 году умер секретарь Томас Каминг, и территориальным секретарём по протекции Льюиса Касса (госсекретаря США) стал Стерлинг Мортон, сторонник переноса столицы из Омахи. Ричардсон принял должность в январе 1858 года, но внезапно покинул её в декабре из-за разногласий с политикой президента Бьюкенена. В это время до Небраски уже дошёл кризис 1857 года, все банки Небраски моментально разорились, вся финансовая система рухнула и территория осталась практически без денег. Кризис заставил многих жителей покинуть Небраску, а оставшиеся были вынуждены заняться сельским хозяйством. Благодаря этому Небраска перестала зависеть от завоза продовольствия и сама стала продавать товары на восток и юг.
В феврале 1859 года президент Бьюкенен назначил территориальным губернатором Сэмюэла Блэка — он стал первым губернатором из числа жителей Небраски. По его рекомендации легислатура постановила провести в марте 1860 года выборы на конституционный конвент, начав таким образом процедуру вступления в Союз. Билль о запрете рабства в Небраске прошёл обе палаты легислатуры, но губернатор наложил на него вето. Однако по мере приближения конвента в обществе произошёл раскол во мнениях: демократы, доминировавшие на землях к югу от реки Платт, были за формирование штата, а республиканцы, доминировавшие к северу от реки, были против. Из-за этого раскола конвент был отложен на несколько лет.
В марте 1861 года была организована Территория Дакота, к которой отошла вся северная часть Территории Небраска севернее 43-й параллели.

### Мормонская война

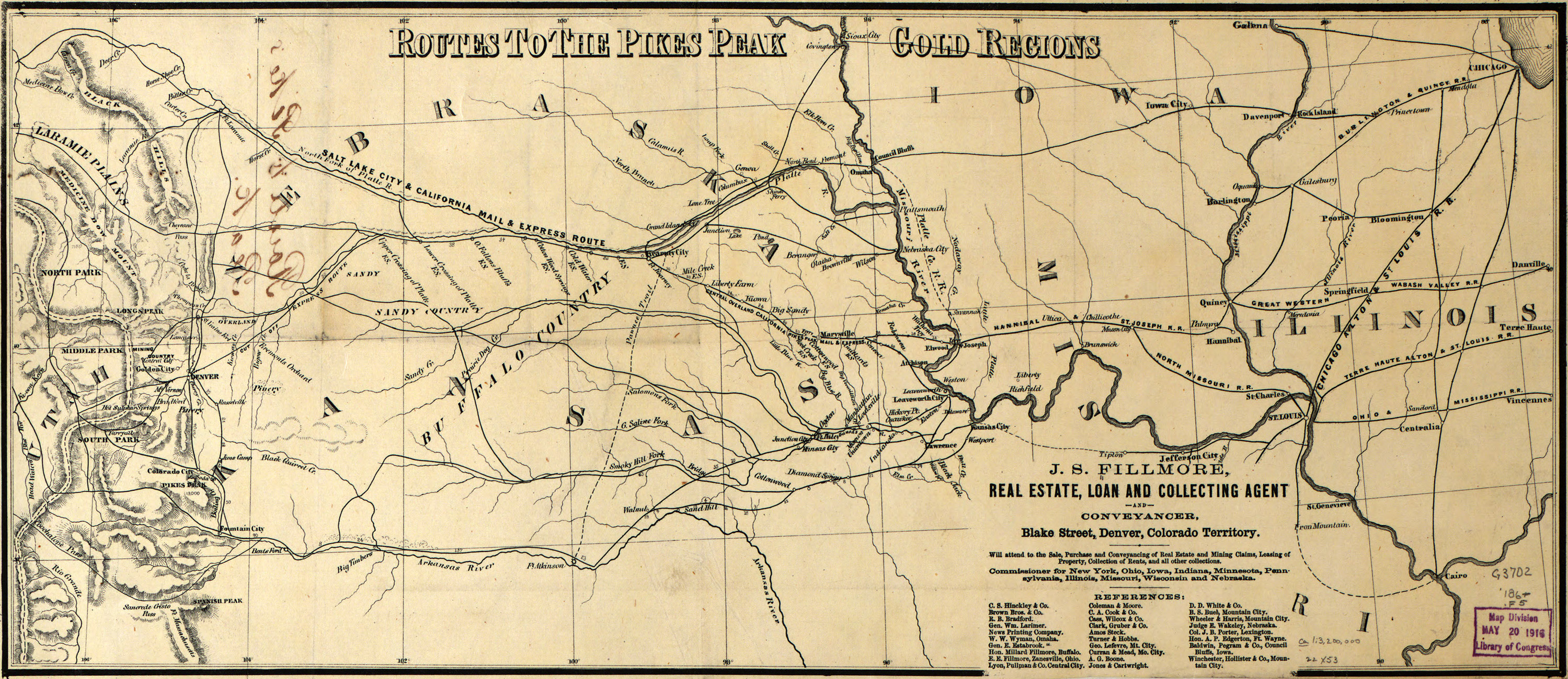
Карта дорог к золотым приискам Колорадо

В 1850 году была образована Территория Юта, и сразу же начались конфликты с мормонами. Власти США хотели ввести на территории федеральную судебную систему, но у мормонов уже существовала своя собственная судебная система, от которой они не желали отказываться. В начале 1857 года федеральным администраторам пришлось покинуть Юту, а в мае президент Бьюкенен приказал ввести в Юту армию, чтобы обеспечить исполнение федеральных законов. Началась Мормонская война. Транспортная фирма Расселла, Мэйджорса и Уоддела выиграла тендер на снабжение армии и гарнизонов форта Рили и форта Ларами. Обозы должны были выходить из форта Ливенворт и идти к форту Ларами, откуда по Орегонской тропе попадать в Юту. Но этот путь занимал много времени, поэтому Расселл предложил сделать стартовой базой Небраска-Сити, а второй базой — форт Карни. Эта мера изменила жизнь Небраска-Сити и помогла ему преодолеть последствия кризиса 1857 года. Мэйджорс скупил в городе 138 земельных участков, где разместил свой офис, склады и мастерские. На пике активности в городе действовали 66 транспортных фирм. В 1858 году на запад были отправлены 34 обоза, половина из которых разгружалась в форте Карни. В 1859 году ушло уже около ста обозов. В 1859 году президент Бьюкенен прекратил боевые действия и перешёл к переговорам. Война прекратилась, но 3000 военных остались в Юте. В это время торговые фирмы осознали, что имеет смысл поставлять товары и для гражданского населения Юты. Мормоны успешно занимались сельским хозяйством, но им не хватало ремесленников и промышленных товаров. Поэтому после завершения войны торговля только возросла. В 1859 году в Колорадо было найдено золото и началась Колорадская золотая лихорадка, что ещё больше увеличило объёмы трафика, проходящего через Омаху и Небраска-Сити. Чтобы выиграть конкуренцию с Омахой, Мэйджорс начал добиваться улучшения дорог, идущих из Небраска-Сити в форт Карни.

### Гражданская война
В декабре 1860 года собралась 7-я легислатура Небраски, на которой губернатор Блэк выступил с речью в поддержку Союза. Легислатура снова приняла билль о запрете рабства, но губернатор снова наложил на него вето. 24 февраля 1861 года Блэк подал в отставку, вернулся в Пенсильванию, где сформировал 62-й Пенсильванский пехотный полк, стал его полковником, и погиб в 1862 году в сражении при Гейнс-Милл. 11 мая 1861 года президент Линкольн назначил губернатором Элвина Сондерса из Айовы. В это время уже началась Гражданская война. Её не одобряли в Небраске, поскольку из-за неё были ослаблены гарнизоны в форте Карни и на равнинах.
После вывода федеральных гарнизонов Небраске было велено сформировать пехотный полк для службы в армии США. Предполагалось, что он останется в штате для защиты от индейцев. 1-й Небрасский пехотный полк, численностью 1000 человек, был сформирован в Омахе летом 1861 года под командованием полковника Джона Тейера, но почти сразу же пришёл приказ перевезти его в Миссури. Первые роты отбыли на пароходе West Wind 20 июля 1861 года. Их разместили на базе Пайлот-Ноб у Сент-Луиса, где полк простоял всю зиму. В феврале 1862 года его отправили на усиление армии Гранта, и он принял участие во взятии форта Генри и осаде форта Донелсон. В апреле полк числился в дивизии Лью Уоллеса, в бригаде Тейера, и принял участие в сражении при Шайло, куда успел прибыть на второй день боевых действий. Впоследствии, до февраля 1863 года, полк стоял в Миссури и участвовал в неудачном походе на территорию Арканзаса. В декабре 1863 года полк был переформирован в кавалерийский и впоследствии участвовал в боях с партизанами в Арканзасе. В августе 1864 года полк был расформирован.
В 1908 году было подсчитано, что 239 жителей Небраски погибли в войну от всех возможных причин, и 35 человек умерли в ходе боевых действий. Вероятно, эти цифры занижены, но уточнить их не представляется возможным из-за утраты многих документов.

### Трансконтинентальная железная дорога
Гражданская война ускорила принятие решения о строительстве железной дороги в Калифорнию. Северным штатам требовалось улучшить связь с западными штатами, а уход южных сенаторов из Конгресса устранил оппозицию строительству. 20 июня 1862 года Конгресс принял Закон о тихоокеанской железной дороге, а 1 июля президент Линкольн его подписал. В декабре 1863 года было решено, что на востоке дорога будет начинаться в Омахе. К осени 1865 года была решена проблема финансирования и первые 15 миль дороги были проложены из Омахи на запад. Омаха стала штабом стройки, в ней разместились основные склады стройматериалов и дома строителей, и только когда дорога протянулась на 200 миль, штаб и склады перенесли в Карни. Дорога достигла Карни в августе 1866 года, и Норт-Платта к ноябрю. В июне 1867 года линия ушла в Колорадо, затем снова вернулась в Небраску и к концу года ушла в Вайоминг. 10 апреля 1869 года восточная половина дороги соединилась с западной около Солт-Лейк-Сити.
Железная дорога стала главным фактором развития Небраски в послевоенные годы. Население всех штатов, через которые она прошла, в 1860-х увеличилось примерно вдвое, а население Небраски между 1860 и 1870 годами увеличилось на 326 %. Ветераны войны составили новую волну мигрантов, и большинство из них включилось в строительство новых железных дорог. В 1869 году Берлингтонская железная дорога проложила 191 милю дороги до форта Карни, а к 1882 году был завершён мост через Миссури.

### Принятие в Союз

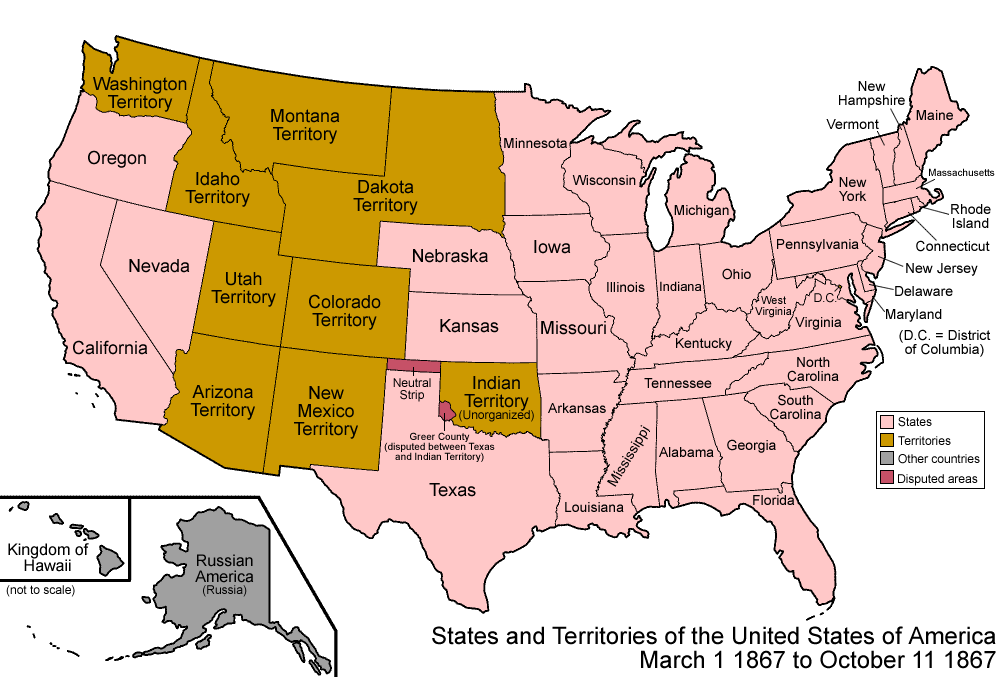
США после принятия Небраски

В январе 1864 года губернатор Сондерс порекомендовал легислатуре возобновить процесс приёма в Союз, а Сенату США подал запрос издать закон о процедуре принятия Небраски. 19 апреля было поручено разрешение Конгресса на формирование правительства штата. В июне Сондерс объявил о созыве конституционного конвента на 4 июля. Однако на этот раз демократы выступили против формирования штата, и конвент разошёлся, не приняв конституции. Но Сондерс и его сторонники-республиканцы проявили настойчивость; в 1866 году они предложили принять конституцию без конвента, просто постановлением легислатуры, а потом передать её на утверждение референдумом. Небольшой комитет в тайне разработал проект конституции, передал её в сенат штата 5 февраля 1866 года, легислатура приняла её, а губернатор сразу же подписал. Она не была напечатана, и в первые дни мало кто видел её текст.
Когда Конституция Небраски была опубликована, то оказалась, что она лишь кратко описывает состав правительства и почти ничего не говорит о его функционировании. Так как властям Небраски не хватало денег, то правительство было сделано предельно дешёвым: губернатор получал $1000 в год, казначей штата $400, члены законодательного собрания $3 в день. На 2 июня 1866 года были назначены выборы должностных лиц. Республиканцы выдвинули кандидатом в губернаторы Дэвида Батлера, а демократы сначала вообще были против конституции, но в итоге смирились с её принятием и выдвинули Стерлинга Мортона. Выборы были эмоциональными, и в итоге конституция была принята (3938 за, 3838 против), а Батлер был избран губернатором (4093 за, 3984 против).
4 июля 1866 года легислатура Небраски собралась на сессию и выдвинула Томаса Типтона и Джона Тейера кандидатами в сенаторы от Республиканской партии. На выборах 11 июля Типтон был выбран сенатором от региона к югу от реки Платт, а Тейер — сенатором от региона к северу от реки.
Когда Конституция Небраски стала обсуждаться в Вашингтоне, то выяснилось, что она даёт право голоса только белым. Это вызвало протест радикальных республиканцев, один из которых (сенатор от Вермонта Джордж Эдмундс) предложил принять Небраску в Союз только если будет дано право голоса чернокожим. Умеренные республиканцы не придали большого значения ограничению голоса, поскольку на тот момент многие штаты Союза имели аналогичные ограничения, но они уступили давлению радикалов, и закон о принятии Небраски был принят с «поправкой Эдмундса». Президент Джонсон сразу наложил на него вето. На новой сессии 39-го Конгресса в декабре 1866 года закон (с поправкой) снова был принят, и президент снова наложил вето, и тогда Конгресс 9 февраля 1867 года принял закон преодолением вето.
20 февраля 1867 года собралась легислатура штата, приняла акт о праве голоса для чернокожих, после чего он был направлен в Вашингтон и 1 марта президент с неохотой подписал его. Небраска стала 37-м штатом США. На тот момент Небраска составляла только 20 % от изначальной Территории Небраска. Ещё в 1861 году часть территории была выделена в Территорию Колорадо, затем ещё часть была выделена в Территорию Дакота, а потом ещё часть была присоединена к Территории Айдахо. В итоге в 1867 году Небраска насчитывала 73995 квадратных миль. Позже, в 1890 году, к Небраске присоедили участок резервации Грейт-Су, слегка исправив границы, и территория штата достигла современной площади в 77358 миль или почти 50 миллионов акров.

## Формирование штата

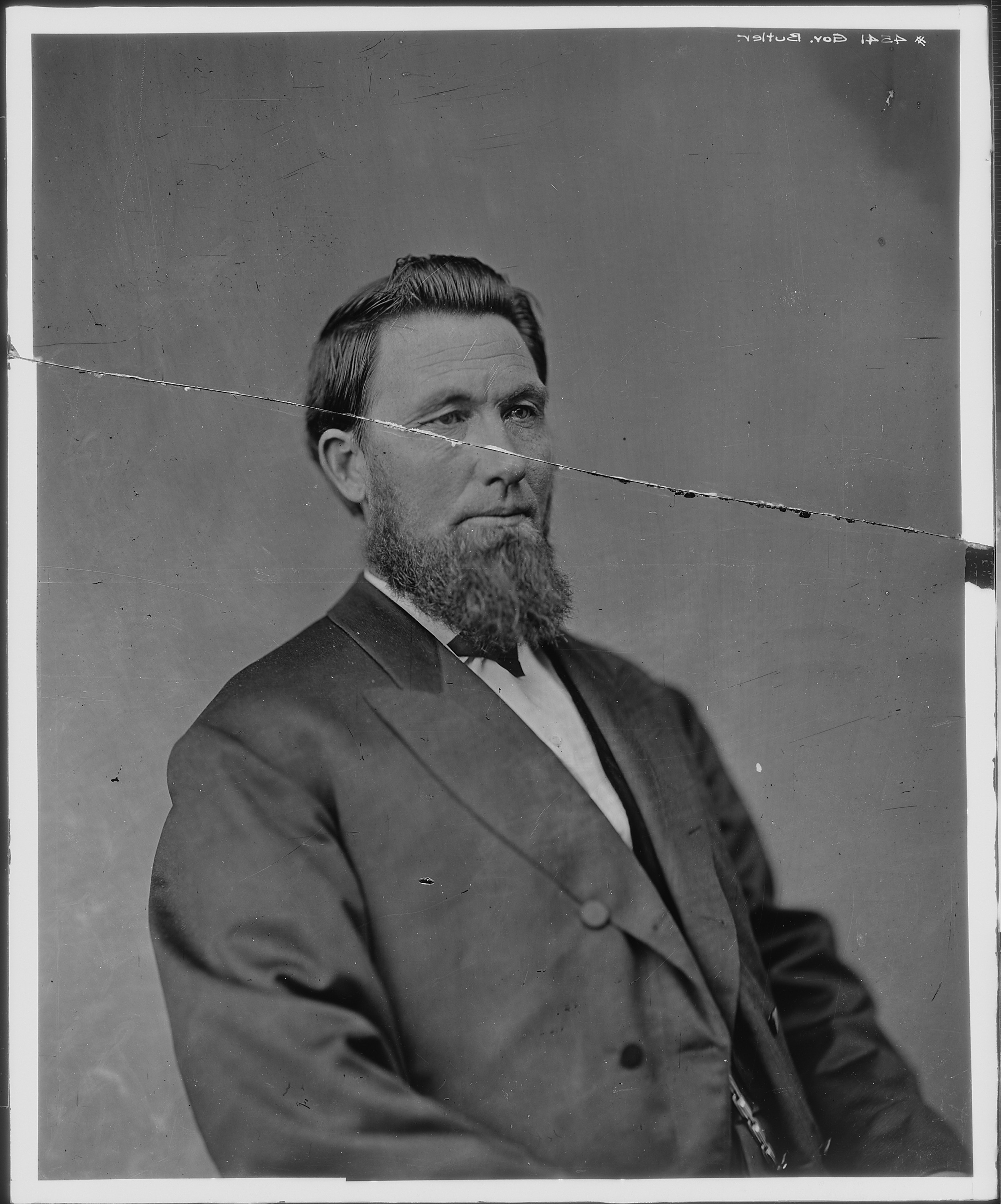
Дэвид Батлер, первый губернатор Небраски

С первых дней правительству штата пришлось работать по правилам наспех составленной конституции 1866 года и в условиях нестабильной экономики, и ему пришлось пережить несколько больших коррупционных скандалов. В апреле 1867 года губернатор созвал легислатуру на сессию для обсуждения многочисленных вопросов, но вопрос переноса столицы опять вышел на первый план. 14 июня закон о переносе столицы и создании нового города по имени «Линкольн» всё же был принят. В июле специальная комиссия стала искать место для новой столицы и выбрала участок около Ланкастера, поблизости от солончаков, где предполагалось начать добывать соль. В августе были размечены участки, а 17 сентября были выставлены на продажу участки для частной застройки. Продажи сначала шли плохо, и лишь с большим трудом удалось продать участков на $34 000. Не сразу удалось найти архитектора для проекта Капитолия, потом возникли проблемы со строительными материалами, но в итоге 1 декабря 1868 года капитолий был готов. Он обошёлся в $83 000, и был так плохо построен, что через 10 лет пришлось строить новый.
15 июня 1867 года легислатура утвердила официальную печать штата. Было решено, что на ней будет изображён пароход, поднимающийся по реке Миссури, по центру будет размещено изображение кузнеца, за ним будет дом поселенца, символизирующий фермеров Небраски, а на заднем плане будет находиться поезд, идущий к Скалистым горам, и сами Скалистые горы, над которыми на ленте будет написан девиз штата: «Равенство перед законом».
В 1868 году Батлер был переизбран, а в 1869 году легислатура собралась уже в новом здании капитолия. Оппозиция выявила многочисленные злоупотребления при строительстве: были заимствованы деньги из других фондов, чиновники передавали часть денег в долг своим друзьям, получали взятки и спекулировали земельными участками, но легислатура закрыла на это глаза: стройка считалась успешной, экономика штата росла, и люди не стали придавать значения отдельным нарушениям закона. В свой второй срок Батлер продолжал злоупотребления, и перед выборами 1870 года снова стал объектом жёсткой критики, но и на этот раз ему удалось найти объяснение своим действиям, и в 1870 году он был переизбран на третий срок. Однако уже в 1871 году обнаружилось исчезновение 16-ти тысяч долларов федеральных денег. 6 марта Палата представителей штата выдвинула импичмент губернатору. 1 июня Сенат признал губернатора виновным (9-ю голосами против 3-х) и постановил снять его с должности (11 голосов против одного). Секретарь штата, Уильям Джеймс стал и. о. губернатора. Легислатура постановила взыскать с губернатора 23 000 долларов, в счёт чего были конфискованы 3300 акров его земель. Несмотря на это, в 1882 году Батлер был избран в сенат, а в 1888-м выдвигался в губернаторы.

### Конституция 1871 года
К началу 1870-х годов назрела необходимость пересмотреть конституцию 1866 года. Основными причинами были стремительный рост населения штата, скандал вокруг Батлера, рост могущества крупных корпораций и необходимость реформы образования. 27 марта 1871 года легислатура издала закон о созыве конституционного конвента. 55 делегатов этого конвента собрались 13 июня 1871 года. Больше всего споров вызвал вопрос о женском голосовании. Он обсуждался целый месяц, пока противникам не удалось отодвинуть его на второй план. Помимо этого, обсуждались вопросы об обязательном школьном образовании и праве импичмента чиновников. 7 августа вновь вспомнили о женском праве голоса: было предложено провести опрос женского населения штата, чтобы узнать, хотят ли они иметь такое право.
Компромисс по этому вопрос был достигнут 18 августа, за день до конца конвента. Было решено вынести вопрос об женском избирательном праве на отдельное голосование, одновременно с голосованием по конституции. Точно так же на отдельное голосование было вынесено ещё несколько предложений, в частности предложение о запрете алкоголя. Новая конституция сохранила многие положения конституции 1866 года, но и заимствовала многое из конституции Иллинойса 1871 года. Она вводила принцип разделения властей и систему сдержек и противовесов. Был введён Верховный суд, должность вице-губернатора и обязательное тройное чтение закона перед принятием.
В августе конституция была опубликована для общенародного обсуждения, а 19 сентября прошло голосование. 48,1 % (7986 чел.) проголосовали за и 51,9 % (8627 чел.) проголосовали против. В пользу конституции голосовали в основном жители территорий южнее реки Платт, а против неё — те, кто жил севернее. 61,3 % жителей штата проголосовали против обязательного образования, 62,6 % против запрета алкоголя, и 78,1 % против женского избирательного права. Это право впоследствии предлагалось ещё несколько раз, но только в 1919 году оно стало законом. Исход голосования привёл к конфликту с губернатором: жители юга предлагали созвать конвент повторно и принять конституцию с поправками, но губернатор наложил вето на это предложение. Депутаты попытались отправить губернатора в отставку, но он отключил отопление в Капитолии, что вынудило депутатов прекратить сессию.

### Конституция 1875 года
С 1871 по 1873 год время от времени звучали призывы к созыву нового конвента. К 1873 году проблема обострилась из-за того, что население запада штата резко выросло, но было неадекватно представлено в легислатуре. В том же году легислатура предложила билль о созыве конвента, но губернатор Роберт Фернес наложил на него вето. На следующей сессии легислатура повторила попытку и 20 февраля 1875 года приняла билль о созыве конвента. Новый губернатор, Сайлас Гарбер, не стал возражать и подписал билль.
Все материалы о работе конвента 1875 года в настоящее время утрачены, но, судя по воспоминаниям участников, он длился недолго, с 11 мая по 12 июня, и фактически только одобрил решения конвента 1871 года с небольшими коррективами. 12 октября 1875 года прошло голосование по новой конституции и двум отдельным вопросам. 84,7 % голосовавших на этот раз высказались в пользу конституции. Она была очень близка к конституции 1871 года и тоже имела много заимствований из конституции Иллинойса. Она ввела Верховный суд, который возглавляли трое судей на зарплате, равной губернаторской ($2500 в год). Члены законодательного собрания теперь получали $3 за каждый день сессии, но не более, чем за 45 дней. Штату было запрещено давать деньги в долг корпорациям. В итоге конституция получилась достаточно гибкой и, после внесения ряда поправок, просуществовала до сего дня. Даже превращение легислатуры в однопалатный орган было введено в 1934 году методом поправки.

### Переселение коренных народов

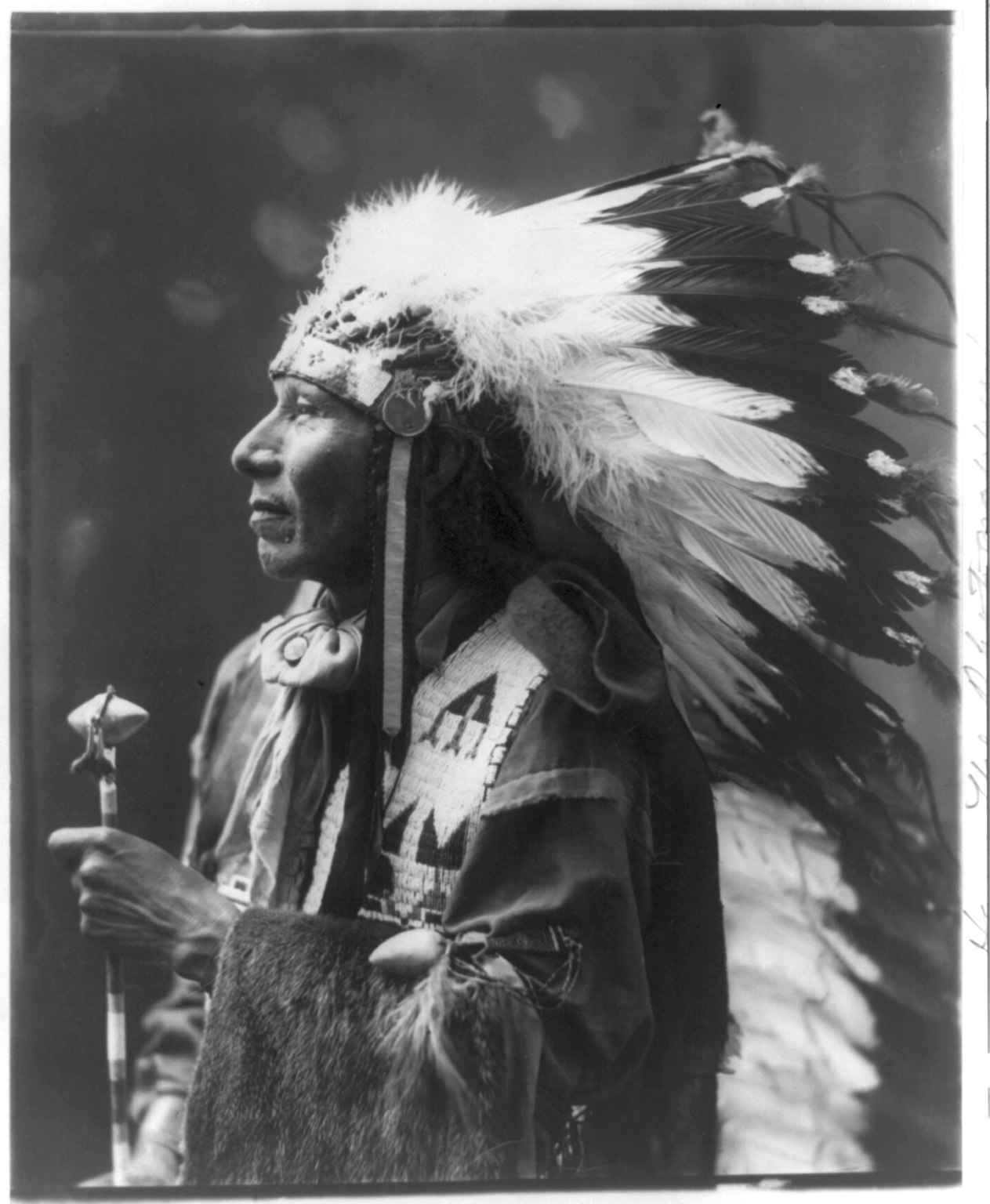
Вождь Стоящий Медведь

С момента создания Индейской территории за рекой Миссисипи в 1830 году федеральное правительство стало уговаривать индейцев Небраски уступить ему часть их земель, чтобы разместить на них индейцев, выселенных с востока. Дополнительными мотивами для переселения были набеги индейцев лакота и сокращение поголовья бизонов на равнинах. Одно из крупнейших столкновений пауни с лакота произошло в 1873 году, когда 5 августа 1000 индейцев лакота напали на 350 индейцев пауни, занятых охотой на бизонов. В сражении при Массакр-Каньон погибло 20 воинов пауни и около полусотни женщин и детей. Американское правительство выплатило пауни компенсацию в $9000 долларов, которые были вычтены из ежегодных выплат индейцам лакота.
Помимо набегов, индейцы пауни сильно пострадали от эпидемий оспы в 1800—1801 и 1837—1838 годах, и к 1869 году их численность сократилась до 2400 человек. Пауни перешли на земледелие, но из-за этого пострадали от нашествия саранчи в 1870-х годах. В итоге к 1876 году пауни продали все свои земли федеральному правительству и согласились на переселение. Маленькие племена ото и миссури ещё в 1830 годах отказались от своих земель и жили в небольшой резервации, но это не спасло их от лакота, поэтому к 1869 году они продали свои последние земли и начали переселяться на Индейскую территорию. Переселение длилось почти 10 лет, и за это время от племени ото-миссури осталось всего около 400 человек. В 1854 году племя омаха отказалось от всех своих земель на северо-востоке штата, удержав за собой небольшую резервацию. Там были возможности и для сельского хозяйства, и для охоты, поэтому омаха быстро стали самым богатым племенем в Небраске.
Индейцы дакота ещё в 1837 году продали все свои земли к востоку от Миссисипи и переселились в резервацию в Миннесоте, но разногласия по поводу денежных компенсаций привели в 1862 году к так называемому Восстанию сиу, которое было по сути восстанием дакота. Восстание было подавлено, но жители Миннесоты требовали полного изгнания дакота, и федеральное правительство в 1866 году выделило им небольшую резервацию в Небраске, в округе Нокс, сейчас известную как резервация Санти.
Небольшое племя понка оказалось в сложной ситуации: часть его исторических земель оказалась в границах участка, который продало племя омаха в 1854 году. На остальные территории претендовало племя лакота. В 1858 году правительство переселило понка в резервацию на Понка-Крике, но и это не спасло их от набегов лакота. Засухи и саранча портили их посевы, бизонов стало мало, а федеральная помощь продовольствием оказалась недостаточной. В 1865 году им разрешили вернуться на их бывшие земли в устье Понка-Крика, но в 1867 и 1868 годах их посевы снова уничтожила саранча. В 1868 году правительство заключило договор в форте Ларами, создав резервацию для дакота и лакота, а понка по недосмотру оказались в границах этой резервации. Набеги лакота участились, поэтому в 1877 году понка были переселены в Оклахому. Министр внутренних дел США Карл Шурц требовал применения силы в случае необходимости. Многие понка умерли при переселении, остальные сильно пострадали от незнакомых им эпидемий в Оклахоме. Они просили вернуть их обратно, но им отказали, чтоб не создавать прецедента.
Вождь Стоящий Медведь регулярно жаловался правительству на условия проживания, и даже посетил Вашингтон, где встретился с президентом Хейсом. Тот разрешил понка найти себе в Оклахоме землю получше, но и там понка не смогли жить, а у вождя в декабре 1877 года умер единственный сын. Тогда Стоящий Медведь собрал 30 надёжных сторонников, и в январе 1879 года тайно вернулся в Небраску. 4 марта они добрались до резервации омаха, где их хорошо приняли, но об их появлении узнал генерал Джордж Крук, который приказал арестовать понка. Однако, вникнув в ситуацию, он понял что понка скорее жертвы коррупции, и решил тайно им помочь. Он рассказал о проблемах понка редактору крупной газеты, который сразу уведомил все методистские церкви и газеты по всей стране. Нашлись адвокаты, которые заявили, что правительство нарушает 14-ю поправку Конституции и удерживает понка незаконно. Дело Standing Bear v. Crook было передано в суд, и 12 мая судья Элмер Данди вынес приговор в пользу понка. Было признано, что нет законных оснований возвращать их на Индейскую территорию. На следующий год понка через суд вернули себе земли, утраченные в 1868 году. Стоящий Медведь и его люди стали известны как племя северные понка, а те, что остались в Оклахоме, обрели отдельный статус.

### Популизм в Небраске

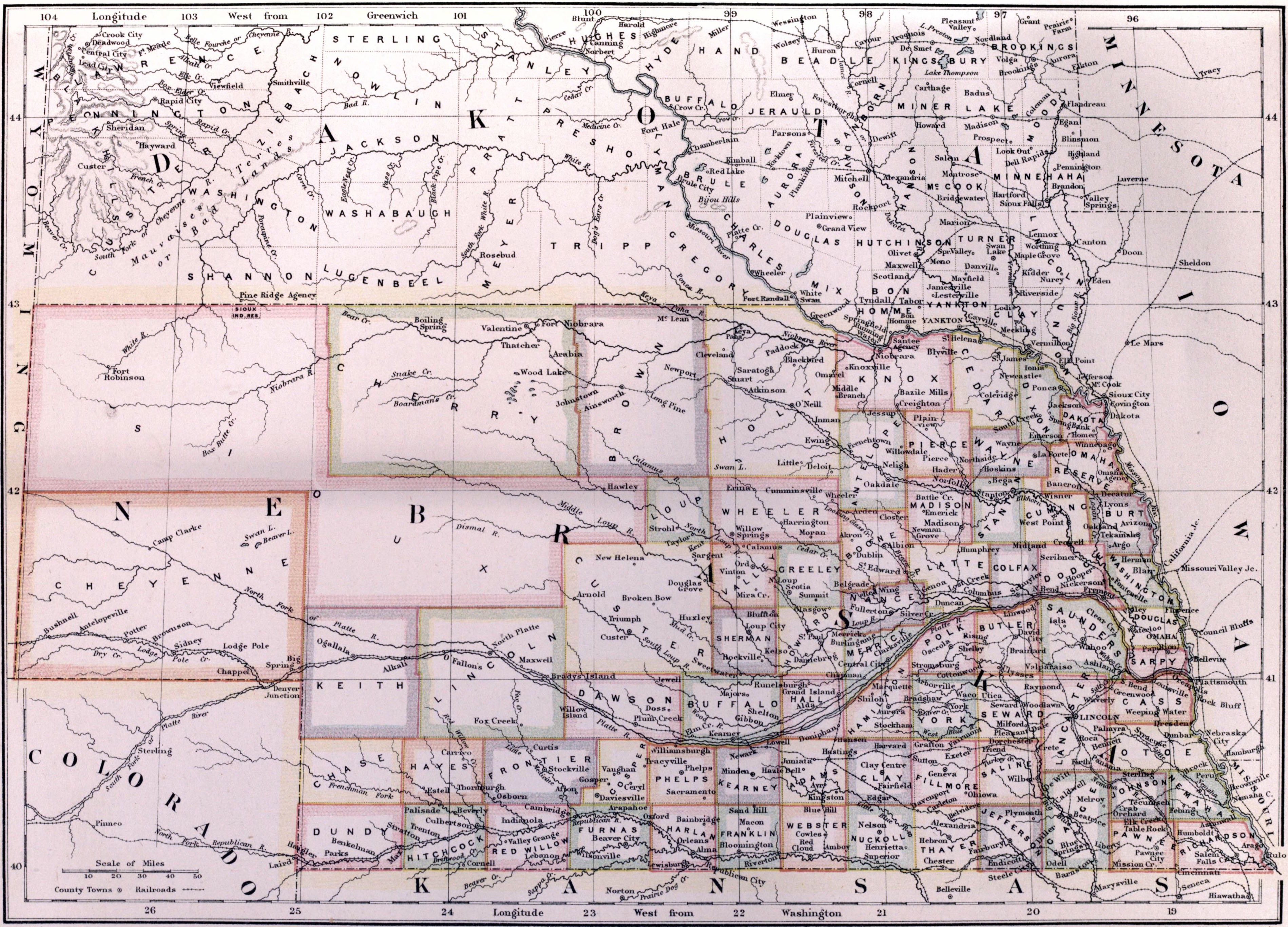
Небраска в 1884 году

Сельское хозяйство Небраски переживало взлёты и падения, но к 1880 году стало главным сектором экономики штата. Несмотря на это, многие фермеры оказались в долгах и по этой причине сильно пострадали от засухи, которая в 1890 году поразила Канзас, Колорадо и Небраску. 1891 и 1892 годы оказались урожайными, но в 1893 году вернулась засуха. Некоторые фермеры покинули Небраску, а остальные стали думать об ирригации, сохранении почв и поиске новых сортов зерновых. Первые попытки строительства каналов предпринимались в 1885 и 1887 годах. В 1889 году в штате были приняты первые законы относительно ирригации. В феврале 1881 года была образована Ирригационная ассоциация Небраски. В то же время нарастало недовольство злоупотреблениями железнодорожных кампаний и их связями с легислатурой штата. Самой первой попыткой организовать фермеров для борьбы за общие интересы стала организация Грейндж, которая не задумывалась как политическая партия, но быстро стала таковой. Она зародилась в начале 1870-х, достигла расцвета в 1875 году, но потом пришла в упадок, и её место занял Национальный фермерский альянс. Точно не известно, когда и как он сложился: по одной теории, его создали члены Грейнджа в Нью-Йорке в 1877 году, по другой — он появился в Канзасе в 1874-м. Первая ячейка партии образовалась в Небраске в 1880 году, а Фермерский альянс штата Небраска образовался в январе 1881 года в Линкольне. Неурожаи конца 1880-х сделали Альянс сильнее и радикальнее, поэтому в 1887 году он потребовал от правительства ограничения железнодорожных компаний и свободной чеканки серебряных монет.
Подобно Грейнджу, Альянс сначала не хотел включаться в политику, но постепенно стало видно, что ни демократы, ни республиканцы не настроены помогать фермерам, и те решили действовать самостоятельно. 29 мая в Линкольне собрался съезд делегатов от всех округов штата, которые объявили о создании Народной партии (People’s party), которая больше стала известна как Популистская партия. Это вызвало тревогу у обеих существующих партий, которые сразу приступили к нападкам на конкурентов, выставляя фермеров ленивыми, наивными людьми, не ценящими своих преимуществ. В том же году прошли выборы в легислатуру штата, которые стали неожиданным триумфом популистов: они захватили большинство в обеих палатах, оттеснив республиканцев в категорию парламентского меньшинства. Теперь в сенате штата было 18 популистов, 8 демократов и 7 республиканцев. На выборах в Палату представителей США популисты победили в двух из трёх конгрессиональных дистриктов. На губернаторских выборах победил демократ Джеймс Бойд, но губернатор Тейер объявил, что тот не является гражданином, и отказался покинуть пост. Верховный суд посоветовал Тейеру уступить в этом вопросе, так что 15 января 1891 года тот сдал пост и Бойд стал губернатором.
Приход к власти Бойда нанёс тяжёлый удар по партии популистов и по их борьбе с железнодорожными компаниями. Он был на стороне компаний и накладывал вето на все законопроекты по их ограничению. Только 5 мая 1891 года Верховный суд штата, где доминировали популисты, постановил, что Бойд всё же не может занимать пост губернатора, и вернул на это место Тейера. Бойд обратился в Верховный Суд США, обращая внимание на то, что он неоднократно занимал административные должности и много раз побеждал на различных выборах. Суд постановил, что Бойд, путь и не по бумагам, но на деле доказал, что он гражданин, и народ признаёт его таковым. Тейера снова сместили, и Бойд снова стал губернатором. Его краткое пребывание на этом посту лишило популистов всех преимуществ от победы на выборах 1890 года. Одновременно им повредила победа Уильяма Брайана, который прошёл в Конгресс с той же платформой, что и популисты.
В 1890 году в США прошла перепись населения, по итогам которой Небраска получила право отправлять к Конгресс 6 членов палаты представителей, поэтому в 1891 году штат был разделён на 6 конгрессиональных дистриктов.

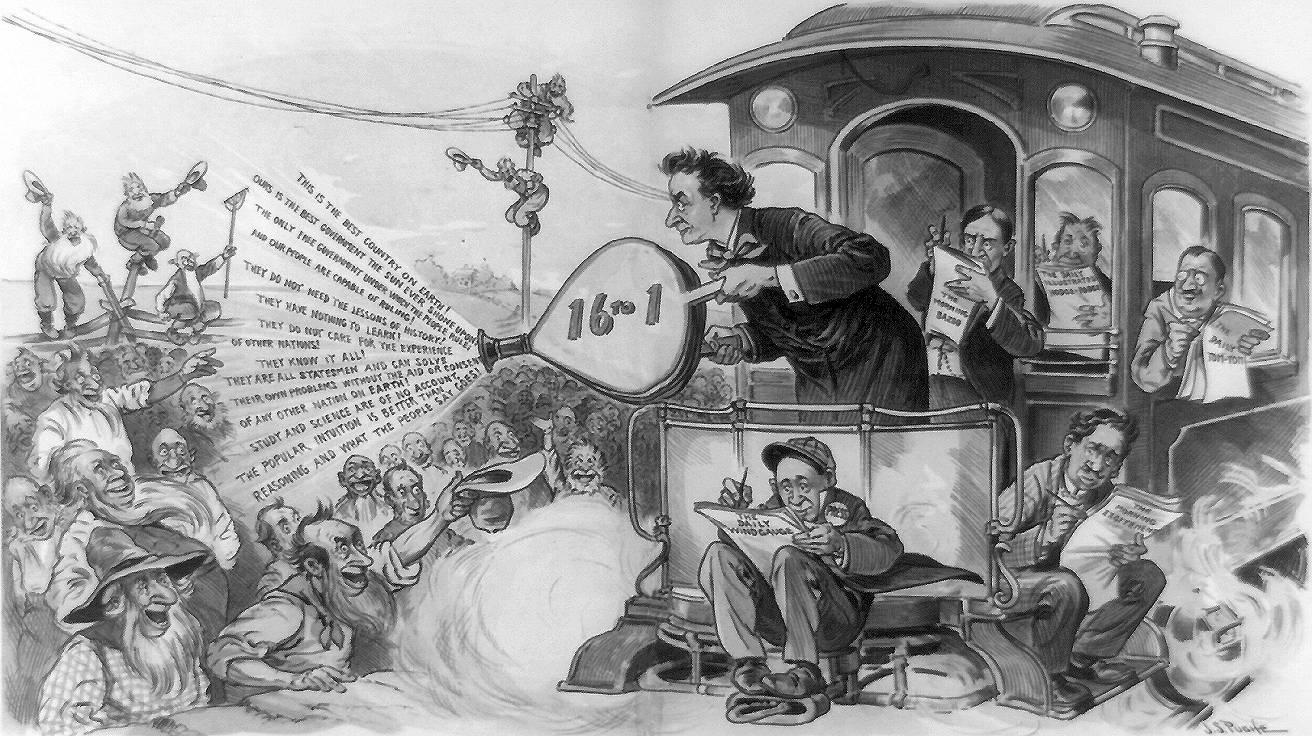
Карикатура на предвыборную кампанию Брайана

В 1893 году начался кризис, от которого сильно пострадали сельскохозяйственные штаты, и в частности Небраска. Участки стоимостью $40 за акр упали в цене до $2. Кризис обострил споры по поводу золотого стандарта и расколол партию демократов на «Золотых демократов» и «Серебряных демократов». Конгрессмен от Небраски Уильям Брайан был «серебряным демократом», и он решил воспользоваться слабостью своих противников и объединить популистов с демократами. По его инициативе в 1894 году образовалась Демократическая лига свободной чеканки, при поддержке которой Брайан был выдвинут в сенаторы, а Сайлас Холкомб, бывший популист, в губернаторы. Это событие часто называли «Революцией 1894 года». Брайану удалось сформировать коалицию, которая доминировала в политике последующие пять лет. Это же событие стало началом упадка популизма и зарождения идеологии прогрессивизма в Небраске.
Успехи Брайана сделали его сильным кандидатом в президенты на выборах 1896 года. Он много ездил по всей стране, агитируя за серебряные монеты, и в итоге на конвенте демократической партии в июле 1896 года большинство делегатов были «серебряными демократами». Брайан эффектно выступил на конвенте и стал кандидатом в президенты от демократической партии. Его успех сплотил демократов и республиканцев Небраски, и в штате он выиграл выборы, получив 115 999 голосов против 103 064 за республиканца Маккинли. Он победил в 22 штатах и получил 176 голосов выборщиков, но Маккинли победил в 23 штатах и получил 271 голос выборщика. В том же году губернатор Холлкомб был переизбран на новый срок. Впоследствии Брайан избирался демократами в кандидаты в 1900 году и в 1908 году, но ему уже не удавалось достичь того же успеха, что в 1896-м. И всё же он оставался лидером Демократической партии целых 22 года.

## XX век

### Эпоха прогрессивизма

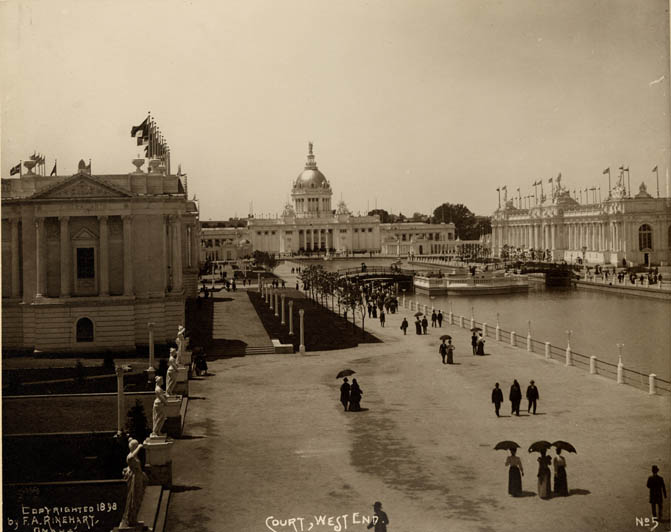
Трансмиссисипская выставка

После 1896 года Брайан начал склоняться к идеям прогрессивизма, но вначале этому помешала война с Испанией, которая началась в 1898 году. Президент Мак-Кинли призвал сформировать армию, для которой Небраска предоставила 3382 человека. Бриан вступил в 3-й Небрасский полк простым рядовым, но губернатор присвоил ему звание полковника. Но так как Брайан был политическим оппонентом президента, то ему не дали проявить себя, и полк так и не попал на Кубу. 12 августа того же года война завершилась. 2-й Небрасский полк тоже не увидел боевых действий и всю войну простоял в Джорджии. 1-й Небрасский был отправлен на Филиппины, участвовал в столкновениях с филиппинскими повстанцами и вернулся в Небраску только в августе 1899 года. И пока шла война, в Небраски проходило крупное мероприятие в духе прогрессивизма: Трансмиссисипская выставка.
Выставка была открыта на 200 акрах в северной части Омахи 1 июня 1898 года и, вопреки ожиданиям, не была сорвана началом войны. Завершение выставки совпало с завершением войны. Выставку посещало до 100 000 человек в день, на ней побывали президент и члены кабинета министров, а также члены Индейского Конгресса. Во время выставки вождь апачей Джеронимо встретился со своим бывшим противником, генералом Нельсоном Майлзом. На выставке были представлены 28 штатов и 11 стран мира: Мексика, Франция, Италия, Россия, Швейцария, Дания, Австрия, Англия, Германия, Канада и Китай. Выставку посетило более 2,5 миллионов человек. Однако все строения выставки были временными, и до XXI века ни одно не сохранилось.
Эффект выставки был в основном психологическим: она стала пропагандой идей прогрессивизма, говорила о том, что общество может быть улучшено почти до совершенства. Уже через два года президентом США стал Теодор Рузвельт, который стал продвигать идеи необходимости вмешательства федеральной власти в экономику и социальную жизнь. Философия Рузвельта была во многом консервационистской, и она была популярна в Небраске. По инициативе Чарльза Бесси в 1900 году началась программа озеленения штата. В апреле 1902 года президентским решением было создано два заповедника, один из которых был назван в честь Бесси.
Рузвельт был исключительно популярен в Небраске, поэтому на президентских выборах 1904 года он легко победил в штате, а республиканцы заняли все должности в штате и все места в Конгрессе. Идеология Рузвельта изменила политическую обстановку на всём Среднем Западе и в Небраске; влияние популизма угасло и его политики влились в республиканскую и демократическую партии. В 1903 году губернатором стал Джон Мики, который призвал внести поправки в конституцию штата, позволяющие упростить процесс реформ. Он же призвал принять законы, контролирующие качество продуктов. Ему удалось добиться более строгого контроля над железными дорогами и принятия более жёсткого законодательства относительно трестов и монополий. К 1906 году прогрессивизм был так популярен, что программы республиканцев и демократов практически не различались. Губернатором стал Джордж Шелдон, первый губернатор, родившийся на территории Небраски. В инаугурационной речи он заявил, что корпорации надо изгонять не из экономики, а из политики. Он также боролся за введение Сухого закона и ввёл несколько законов по ограничению потребления алкоголя.

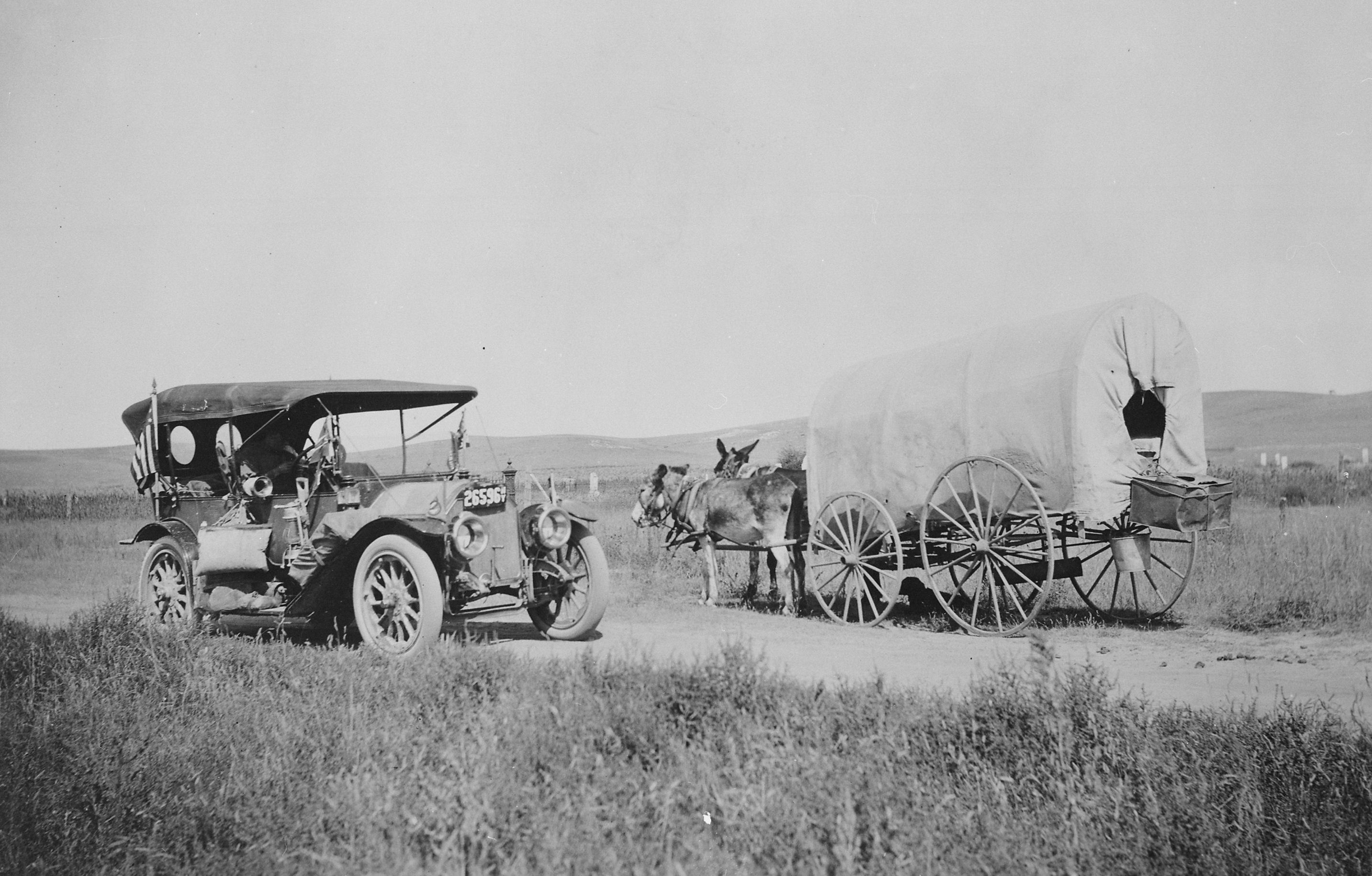
На дороге в Небраске, 1912 год

Реформы Шелдона показались демократам слишком радикальными, и они, при поддержке немцев, чехов и лютеран, начали энергичную кампанию по продвижению Брайана в президенты, а Эштона Шелленбергера в губернаторы. Брайан проиграл Тафту на выборах 1908 года, но Шелленбергер победил и стал губернатором. Новый состав легислатуры уклонился об обсуждения сухого закона и сосредоточил внимание только на экономике: были приняты законы по регуляции деятельности банков и нефтяных компаний.
Период с 1910 года по 1914 год стал известен в Небраске как «Золотой век сельского хозяйства». Стоимость урожая небрасской кукурузы выросла на треть, с $84,9 миллионов до $109 миллионов, а стоимость урожая пшеницы более чем в половину, с $37 миллионов до $60 миллионов. Это объяснялось политической нестабильностью в Европе, ростом спроса на американские продукты, а затем и войной. С 1909 по 1919 год площади пахотной земли в Небраске увеличились втрое, что привлекло новых поселенцев, и население штата выросло на 22 %: с 1 066 910 в 1900 году до 1 296 372 в 1920 году. Всё это привело к росту цен на землю в первое десятилетие: примерно с 20 до 50 долларов за акр, а на юго-западе даже до 88 долларов. В эти годы в сельском хозяйстве Небраски стало появляться всё больше сложной техники. Самым ярким новшеством стали бензиновые трактора: только с 1918 по 1920 год их количество выросло с 4746 до 8888.

### Первая мировая война
В апреле 1917 года Конгресс объявил войну Германии. Губернатор Небраски Кит Невилл поддержал политику президента и призвал легислатуру созвать Совет национальной безопасности из 12-ти комитетов. Совет занимался подготовкой к войне, пропагандой патриотизма и борьбой с «антиамериканизмом» (в частности, с преподаванием немецкого языка в школах). 18 июля 1918 года была издана прокламация, призывающая в общественных местах говорить только по-английски. Эта политика вызвала сопротивление, и некоторые законы, ограничивающие использование немецкого языка, были отменены Верховным судом штата. Некоторые такие законы, принятые в Небраске, Айове и Огайо, были признаны Верховным судом США антиконституционными в июне 1923 года.
4-й Небрасский пехотный полк и 5-й Небрасский пехотный полк были мобилизованы ещё в 1916 году для участия в экспедиции генерала Першинга в Мексику. 26 марта 1917 года 4-й пехотный был задействован для охраны коммуникаций штата. После объявления войны три полка (4-й, 5-й и 6-й) были отправлены в Нью-Мексико и присоединены к 34-й пехотной дивизии. Они никогда не были задействованы всем полком, но использовались для пополнения других полков.

### Небраска в 1920-е годы

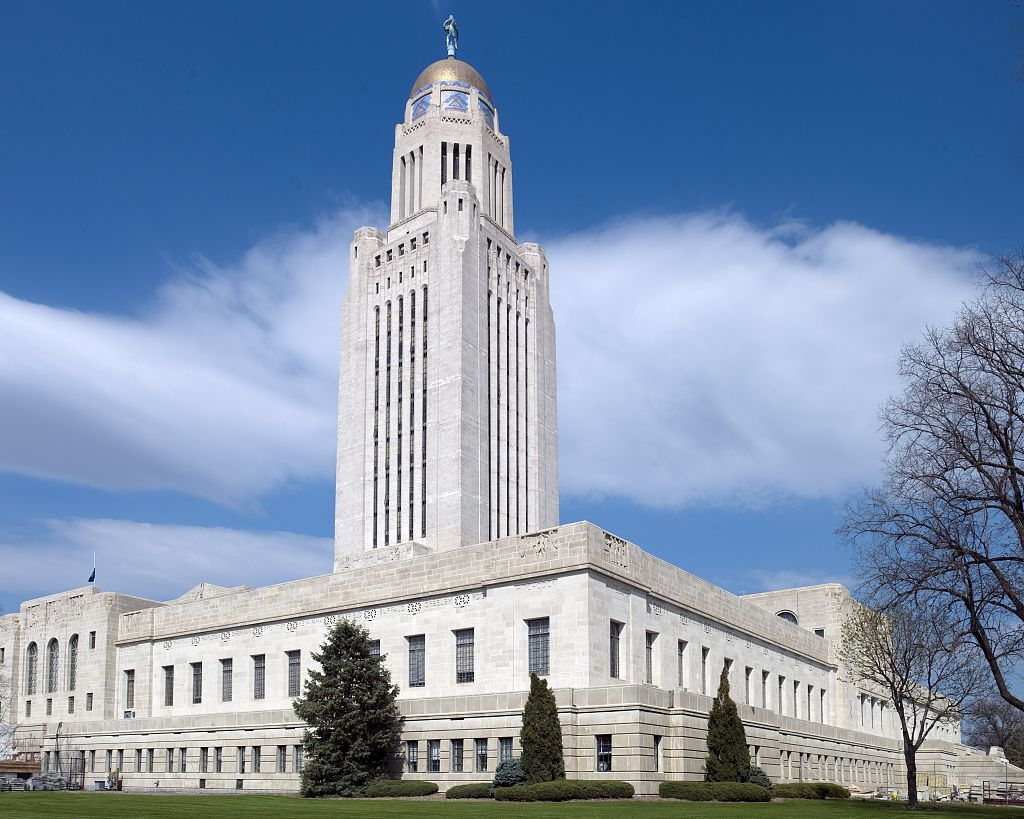
Капитолий Небраски, построенный в 1922—1932 годы

В 1919 и 1920 годах в Небраске прошёл конституционный конвент, который принял ряд поправок к конституции штата, и это помогло штату успешно решать проблемы послевоенного времени. Основная проблема была связана с развитием автомобильного транспорта: количество автомобилей в штате выросло с 231 000 в 1920 году до 418 226 в 1929 году. Между тем в Небраске было мало дорог, а местами не было совсем: так, не существовало дороги на запад от Омахи. В 1912 году появился проект строительства Трансконтинентального шоссе, которое бы прошло через Омаху и далее на запад вдоль реки Платт. Для финансирования проекта Небраска ввела налог на имущество, крайне непопулярный в народе. Изыскание денег на строительство этой дороги стало главной проблемой штата в 1920-е годы.
С 1923 года в Небраске начали улучшать дороги, и вскоре было построено 3585 миль гравийных дорог и 110 миль асфальтированных дорог. Штат получил около 500 единиц строительной техники, списанной из армии после окончания войны. Кроме того, вернувшиеся с фронта военные нуждались в работе, и штату удалось таким образом привлечь к дорожному строительству много опытных строителей. В 1925 году штату удалось избавиться от непопулярного налога на собственность, введя вместо него налог на бензин (2 цента с галлона), который дал бюджету 3 миллиона долларов. По мере роста количества транспорта росло и количество аварий, поэтому в 1929 году легислатура ввела в штате водительские права. В том же году были разработаны правила дорожного движения и создана Патрульная полиция.
Несмотря на сельскохозяйственную ориентацию экономики, в Небраске стала зарождаться автомобильная и авиационная промышленность. В 1916 году фирма Форда построила сборочный цех в Омахе. С 1918 по 1931 год в Небраске производились грузовики «Patriot», который были популярны у фермеров штата. В 1909 году братья Бейсдорфер заинтересовались строительством аэропланов, и 21 ноября 1910 года в воздух поднялся первый аэроплан, построенный в Небраске. В начале 1920-х годов Чарльз Линдберг уже катал пассажиров на самолёте (обычно за $5). В 1927 году он стал первым лётчиком, пролетевшим по маршруту Нью-Йорк — Париж. К концу двадцатых в Омахе действовали уже три авиационных завода.
Ещё одним новшеством 1920-х годов стало радио. Первая лицензированная станция открылась в Пенсильвании в ноябре 1920 года. В Небраске в это десятилетие появилось 56 лицензированных радиостанций (из них половина — в 1921 и 1922 годах). Издательство Norfolk Daily News открыло радиостанцию WJAG, которая действует по сей день и считается самой старой радиостанцией в штате. Один из радиоведущих, Карл Стефан, стал так популярен, что в 1933 году легко добился избрания в палату представителей США. Радио было популярно до конца 1950-х, когда его вытеснило телевидение.
22 марта 1929 года легислатура Небраски приняла резолюцию, согласно которой птицей-символом штата стал западный луговой трупиал. Решение было принято на основании голосований в школах, мнений орнитологов, резолюций женских клубов и для привлечения внимания граждан Небраски к природе штата.

### Депрессия и Новый курс
Великая депрессия началась в США в начале 1930-х годов, но спад в сельском хозяйстве начался раньше, с начала 1920-х. Цены на землю в среднем по стране упали на 26 %, но в Небраске падение составило 36 %. Доходы фермеров Небраски также упали ниже среднего по стране уровня. Цена бушеля кукурузы в США упала с $1,52 в 1918 году до $0,32 в 1933 году, в Небраске же она упала с $1,45 в 1918 до $0,15 в 1926, но потом поднялась до $0,41 к 1933 году. Цена на пшеницу падала примерно такими же темпами. Цены на мясо в целом по стране росли, но в Небраске падали. Эти изменения цен сказались на всей экономике штата, даже вне сельского хозяйства. В 1928 году президентом был избран Герберт Гувер, и уже в 1929 году начался биржевой кризис. Общество требовало перемен, поэтому на президентских выборах 1932 года победил демократ Франклин Рузвельт, который получил 57 % голосов в целом по стране и 61 % в Небраске. Демократы получили большинство в Конгрессе США.
При Рузвельте актуальным стал вопрос государственного регулирования экономики. Ещё в 1880-х годах началось регулирование железнодорожного бизнеса, затем в эпоху прогрессивизма он решался в национальном масштабе, но в 1920-х от идей регулирования отказались, и только кризис 1930-х снова сделал их популярными. Фермеры Небраски были ослаблены экономическим спадом 1920-х годов, и кризис ударил по ним особенно тяжело. Администрация Гувера пыталась предотвратить падение цен на зерно, но не справилась с задачей. Ситуацией попыталась воспользоваться Коммунистическая партия, но в Небраске она не получила поддержки отчасти из-за того, что в 1933 году администрация Рузвельта приняла ряд законов, помогающих фермерам. Одновременно был создан Civilian Conservation Corps (ССС) для помощи безработным. В Небраске ССС действовал в форте Омаха, где сводил безработных в роты, выдавал им военную униформу, оставшуюся со времён войны и отправлял их на работы по созданию парков. Программы ССС не только помогали безработным, но и дали им что-то вроде начальной военной подготовки, которая пригодилась им в годы Второй мировой войны.

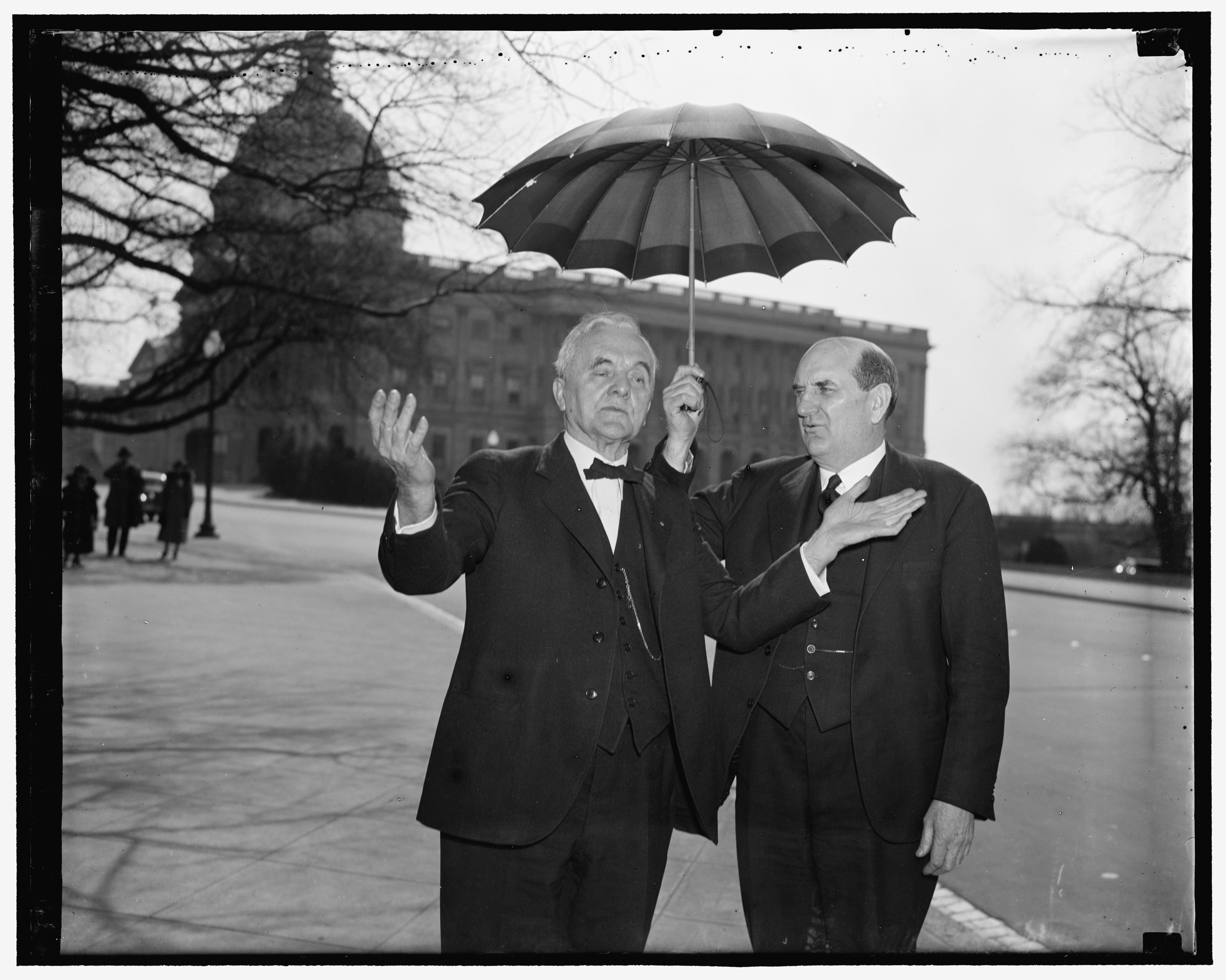
Сенатор Норрис на фоне Капитолия США в 1937 году

Сенатор от Небраски Джордж Норрис стал одним из самых активных сторонников политики Рузвельта и разработал «Билль Норриса», программу комплексного развития долины реки Теннесси. На основе этого билля была создана Администрация долины Теннесси. В августе 1933 года в честь Норриса была названа одна из дамб в долине Теннесси.
С 1934 по 1936 год Небраска переживала сильные засухи, а в 1935 году она пострадала от наводнений и майского урагана, который разрушил родной город Норриса. Это заставило сенатора заняться проблемой водоснабжения, и он добился выделения федеральной помощи на строительство канала в Небраске. Норрис разработал билль, который был принят Конгрессом в мае 1936 года как Закон о сельской электрификации и стал одной из самых успешных программ Нового курса. В Небраске Норрис поощрял строительство гидроэлектростанций, надеясь таким образом улучшить жизнь в провинции. Он считал, что электростанции должны находиться в общественном пользовании, и содействовал скупке частных компаний. В 1942 году в Небраске осталась всего одна частная электростанция. 2 декабря 1946 года в собственность штата перешла и она. Норрис не дожил до этого момента, он умер 2 сентября 1944 года.
Уход Норриса из политики и из жизни ознаменовал конец либеральной эпохи в Небраске. К 1940 году выдвинулись три крупных политика-республиканца: Хью Батлер, Дуайт Гризуолд и Кеннет Уэрри. В 1941 году Гризуолд стал губернатором, и за ним последовали подряд три губернатора-республиканца. В том же году Батлер стал сенатором, а в 1942 году на сенатских выборах Норриса победил Уэрри. Республиканцы удерживали оба сенатских места несколько десятилетий. Историки связывают доминирование республиканцев в политике Небраски с ростом благосостояния в послевоенную эпоху.

### Создание однопалатной легислатуры
Идея однопалатного законодательного собрания была известна в США первых дней независимости, хотя никогда не была популярной. Оно существовало в Вермонте до 1938 года, в Пенсильвании до 1790 года и в Джорджии до принятия Конституции 1777 года. В Небраске такой формат легислатуры был предложен в 1913 году Джоном Нортоном, по инициативе которого в 1915 году был сформирован специальный комитет, но в 1917 году проект, разработанный комитетом, был отклонён. К этому вопросу возвращались в 1923, 1925 и 1933 годах. В 1933 году сенатор Джордж Норрис начал агитацию за свою идею в печати. Он объяснял недостатки двухпалатной легислатуры: например, необходимость согласовывать их позиции, если они расходятся по какому-то вопросу. В декабре 1933 года Норрис составил проект поправки к конституции штата и в 1934 году вынес его на обсуждение. Обе политические партии были против поправки, как и представители банков и крупного бизнеса. Но, несмотря на оппозицию, поправка была принята на голосовании 6 ноября 1934 года.
Поправка предполагала, что количество депутатов Законодательного собрания будет не менее 30 человек и не более 50-ти. На практике их число сократилось с 133 до 43 человек (в 1962 году их количество подняли до 49). Количество комитетов сократилось с 61 до 18-ти. Последняя сессия двухпалатной легислатуры прошла в 1935 году, она длилась 110 дней и обошлась в $202 593. Сессия 1937 года была уже однопалатной, она длилась 98 дней и обошлась в $103 445. В условиях Великой депрессии сокращение расходов на легислатуру было одной из основных причин реформы.

### Вторая мировая война

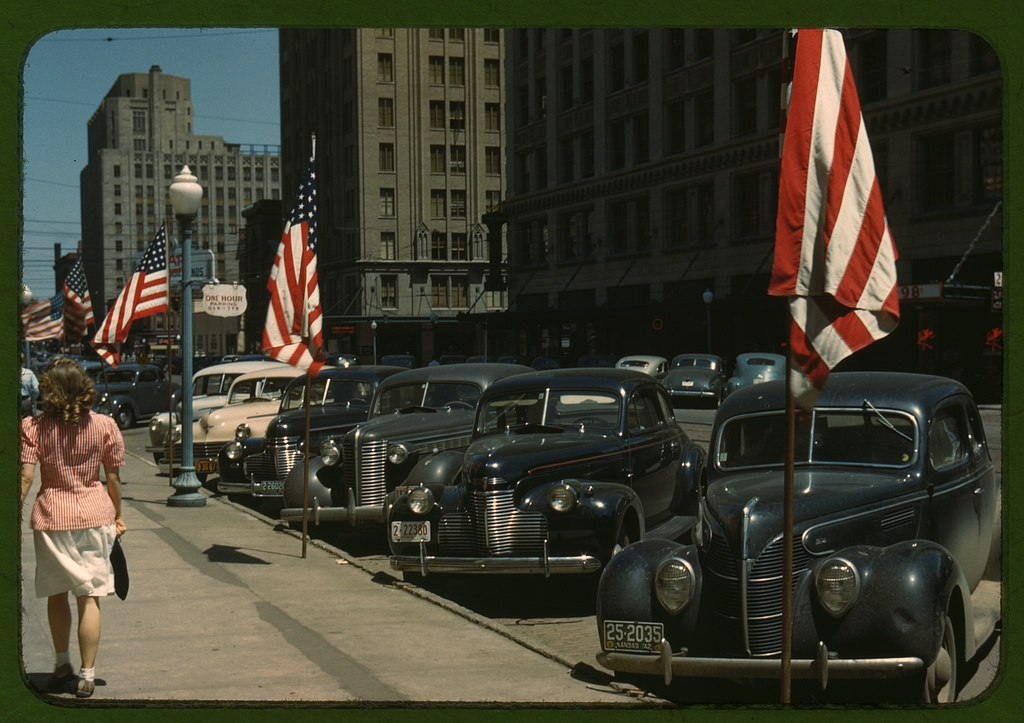
Линкольн в 1942 году

В 1930-е годы в США были сильны изоляционистские настроения, однако после нападения Японии на Перл-Харбор они ослабли, и антивоенные настроения не достигли уровня 1917 года. Точно так же страна избежала антигерманской истерии, которая была характерна для периода Первой мировой войны. Во время войны поднялись цены на сельскохозяйственную продукцию, что дало экономике Небраски почти 15 лет процветания (примерно до 1954 года). Вся армия США во время войны находилась под федеральным контролем, поэтому ополчения штатов почти не применялись. Национальная армия Небраски стала 134-м пехотным полком, была призвана на службу в декабре 1940 года, и под командованием генерала Батлера Милтонбергера воевала во Франции и Германии, и участвовала в сражении при Сен-Ло. За годы войны в армии побывали 120 000 жителей Небраски, которые служили в пехоте, флоте и авиации. 3839 жителей штата не вернулись домой.
Штат оставался сельскохозяйственным, и в нём слабо развивалась военная индустрия, хотя оружейные заводы возникли в Миде, Гранд-Айленде и Сидни, а флот разместил большой склад боеприпасов в Хейстингсе. В Омахе в 1942 году был построен авиационный завод Glenn L. Martin Bomber Plant, который создавал бомбардировщики Martin B-26 Marauder, а в 1944 году переключился на Boeing B-29 Superfortress. Именно в Небраске были построены бомбардировщики Enola Gay и Bockscar, сбросившие атомные бомбы на Хиросиму и Нагасаки. Последний B-29 был собран в сентябре 1945 года. Из-за своего равнинного ландшафта и большого количества солнечных дней Небраска стала популярным местом тренировки лётчиков. Крупные авиабазы появились в Аллайансе, Эйнсуэрте, Брунинге, Фэрмонте, Гранд-Айленде, Гарленде, Карни, Линкольне, Мак-Куке, Скотсблаффе и Скрибнере.
В годы войны в США было запрещено строительство и ремонт автомобильных дорог, поскольку строительные материалы были зарезервированы для военных нужд. Только в 1944 году Конгресс издал Закон о федеральном содействии дорожному строительству 1944 года, предполагавший улучшение и расширение дорожной сети, но проблема оказалась серьёзнее, чем полагали конгрессмены, поэтому в 1946 году этот закон был отменён.
Губернатором Небраски все военные годы (1941—1947) оставался Дуайт Гризуолд, в прошлом сенатор штата (1924—1929), который победил на губернаторских выборах с четвёртой попытки. По завершении своего губернаторского срока он пытался избраться в сенат США, но не смог победить сенатора Хью Батлера.

### Небраска в 1950-е годы
В военную и послевоенную эпоху в Небраске стали расти размеры ферм и одновременно сокращалось их количество. Количество ферм достигло пика к 1935 году (134 000), при среднем размере 349 акров, и затем неуклонно снижалось: к концу войны их было 112 000 при среднем размере 427 акров. К 1960 году ферм было 93 000 при среднем размере 518 акров. Причиной послевоенного процветания фермеров были хорошие урожаи, а также ряд федеральных проектов, таких как строительство авиабаз и проекты развития автострад. В 50-е годы Небраска пережила беспрецедентный бум военного строительства: в 1953 году начали строить сразу 29 новых арсеналов. В 1946 году было создано Стратегическое командование ВВС США, штаб которого сначала разместился в Вашингтоне, а в 1948 году был перенесён в Небраску, на базу Оффатт, которая была удобна хорошими коммуникациями и наличием жилья для персонала.
Серьёзной проблемой для штата оставалось плохое состояние шоссейных дорог. В 1944 году в Небраске было 9119 миль шоссейных дорог, но только половина из них была заасфальтирована. Из 1200 миль бетонных дорог половина была в плохом состоянии. К концу 1940-х годов состояние дорог ещё более ухудшилось, а для их ремонта не хватало материалов и финансирования. Чтобы найти выход из этого положения, в 1953 году была создана Шоссейная комиссия. Между тем на президентских выборах 1952 года в Небраске победил республиканец Дуайт Эйзенхауэр, который получил 69,15 % голосов избирателей. В годы войны он бывал в Германии, был знаком с системой немецких автобанов, и намеревался создать в США аналогичную. В результате в 1956 году Конгресс принял Закон о федеральном содействии дорожному строительству, который требовал создать 41 000 миль межштатных магистралей за 13 лет, и выделил на эту программу 27 миллиардов долларов. Магистрали должны были идти через штаты по любому маршруту, но обязаны были проходить через особые контрольные точки, выбранные по соображениям национальной безопасности. Так, в Небраске магистраль должна была проходить через Омаху ввиду существования там авиабазы Оффатт. Работы над строительством трассы I-80 официально начались в 1957 году около Гретны, продлились 16 лет, и завершились в 1974 году официальным открытием всего участка трассы длиной 455,27 миль. Небраска стала первым штатом, сдавшим в эксплуатацию свой участок трассы I-80.

### Небраска в 1960-е годы
6 ноября 1962 года референдум одобрил подготовленный легислатурой Небраски закон о расширении срока службы губернатора и вице-губернатора до 4-х лет. Он был принят небольшим перевесом голосов (50,43 % против 49,57 %).
В послевоенные годы жители Небраски, как и в целом по стране, стали всё больше зависеть от правительственных программ, что проводило к постепенному росту государственного аппарата. Вместе с тем основным источником дохода правительства оставался налог на имущество, который касался в основном фермеров. По мере урбанизации общества количество фермеров стало сокращаться, и теперь они платили непропорционально большую долю налогов. Некоторые предлагали расширить налоговую базу, чтобы не зависеть полностью от фермеров, другие же были категорически против. Официальные партии долгое время старались не касаться этого вопроса. В итоге легислатура не смогла сбалансировать бюджет и была вынуждена обсуждать введение подоходного налога или налога на продажи. В 1965 году был издан закон о введении подоходного налога, который вынесли на референдум во время выборов 1966 года. Участники референдума выступили категорически против этого закона и одновременно одобрили предложение запретить штату взимать налог с собственности. На фоне роста расходов это поставило правительство в особо трудное положение. На тех же выборах республиканец Норберт Тиман победил кандидата от демократов, вице-губернатора Филипа Соренсена.
Проблема налогов стала главной темой предвыборной кампании Тимана. Он доказывал, что в данной демографической ситуации штату нельзя полагаться только на налоги с фермеров. Сразу после избрания он предложил легислатуре на первой же сессии рассмотреть введение двойного налога: на доходы и на продажи одновременно. У Тимана не было опыта политической работы, но он обладал способностями организатора и хорошо разбирался в экономике. Это помогло ему убедить легислатуру в необходимости предложенных мер и одновременно договориться с сенаторами. В итоге, когда в 1968 году прошёл новый референдум, то новый формат налогов был принят с тем же перевесом голосов, с каким в 1966 году он был отклонён. 100-летие Небраски, отмечавшееся в 1967 году, стало поводом оценить исторические достижения и задуматься о перспективах штата в будущем. В инаугурационной речи Тиман указал на преимущества Небраски: центральное положение, удобное для транспортной промышленности, стабильное сельское хозяйство и хорошую систему образования. Выдвигались предложения созвать конституционный конвент и усовершенствовать Конституцию, чтобы не начинать второе столетие своей истории с «конституцией эпохи лошадей и телег», но эта идея не получила достаточной поддержки. Тиману пришлось рабочем порядке предлагать реформы, которые не получилось ввести через конвент: он предложил отменить давно устаревшие и трудные в регулировании налоги, такие как налог на медицинскую помощь и налог на акции и наличные деньги. Эта же сессия приняла закон о минимальной оплате труда и закон о запрете дискриминации в сфере жилья.
Тиман был первым губернатором, который отслужил срок в 4 года, поэтому он мог позволить себе более радикальную программу действий. За свои 4 года он предложил 33 поправки к конституции, из которых были одобрены 23. Одной из проблем, которая его волновала, были расходы на строительство межштатных автомагистралей, где Небраска имела определённую долю расходов. В 1967 году комиссия легислатуры подсчитала, что на выполнение всех обязательств по дорожному строительству Небраске потребуется потратить 3,2 миллиарда долларов к 1985 году. В то же время конституция запрещала правительству брать долги более 100 000 долларов. После долгих дебатов в 1968 году референдум принял поправку, которая разрешала штату выпускать облигации для финансирования дорожного строительства. В итоге Небраска стала первым штатом, который выполнил свою долю строительства. Помимо дорог, Тимана беспокоило слабое развитие промышленности в Небраске. В 1967 году в штате было примерно столько же промышленных предприятий, как и в 1900-м. Отчасти в этом была виновата Великая депрессия, при которой промышленность сократилась на треть. Основным достижением Тимана в этой области стало создание Департамента экономического развития. Его надежды на рост промышленности не оправдались, и в последующие 30 лет Небраска жила в основном за счёт сельского хозяйства и связанной с ним промышленности.
Проблемы Вьетнамской войны обошли стороной Небраску; они обсуждались в газетах, но все дискуссии сводились к одобрению политики правительства США. Случаи сидячих забастовок были единичными до 1970 года, когда студенты Университета Небраски в Линкольне захватили расположенное на кампусе здание военной и военно-морской подготовки, протестуя таким образом против расстрела в Кентском университете в Огайо. Тиман решил вызвать национальную гвардию, но это могло привести к повторению кентского инцидента, поэтому конфликт постарались решить мирным путём. Помимо антивоенных протестов по США прокатилась волна расовых бунтов. Эта волна в основном обошла Небраску стороной и она пережила лишь один расовый бунт в Омахе летом 1966 года. Он обошёлся без больших жертв, лишь один участник был застрелен полицейским. 79 человек было арестовано в эти дни. Ещё один бунт произошёл во время президентских выборов 1968 года, когда Омаху посетил губернатор Алабамы Джордж Уоллес. Во время протестов против Уоллеса был застрелен чернокожий, что привело к вспышке насилия. Отдельные беспорядки случались в Омахе до 1969 года, когда произошёл последний крупный бунт. События показали правительству, что расовые проблемы нельзя решить административными мерами, поскольку причины кроются в бедности, дискриминации и бытовом расизме. Стало понятно, что общество Небраски не монолитно, а состоит из социальных групп, отличных по культуре и мировоззрению.
В 1960-е годы зародилась финансовая империя небрасского миллиардера Уоррена Баффетта. В начале десятилетия он был акционером фирмы Berkshire Hathaway, и постепенно скупал акции компании, пока не приобрёл контрольный пакет в 1965 году. Berkshire Hathaway была убыточной текстильной компанией, но этот капитал стал основой всех последующих инвестиций Баффетта, а стоимость самой компании с 1965 по 2015 год выросла на 1,8 миллионов процентов.

### Эпоха Эксона

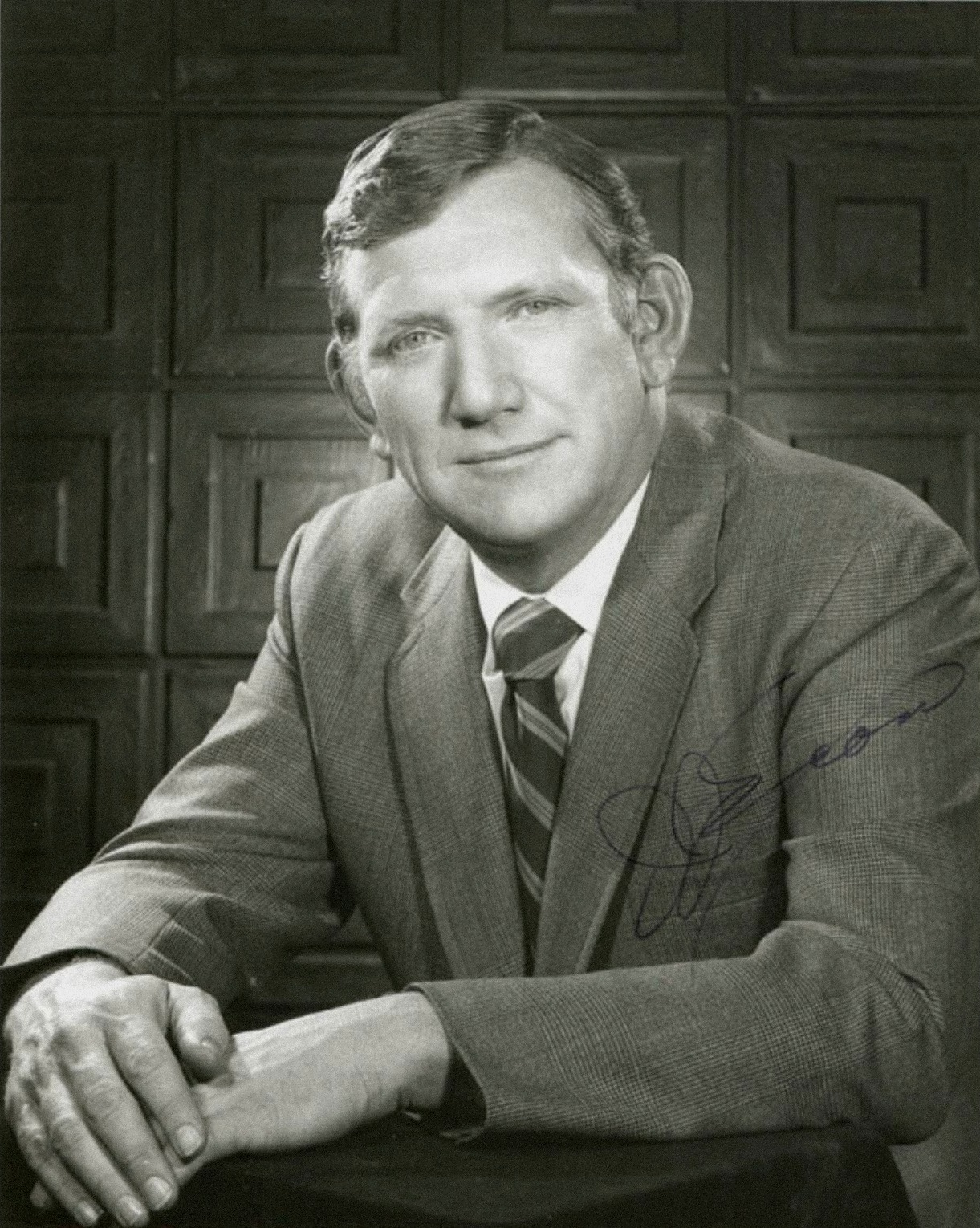
Эксон в 1985 году

Республиканцы легко победили на выборах 1966 года, но в 1970 году жители Небраски стали уставать от губернатора Тимана и его дорогостоящих социальных программ. «Не то, чтобы небраскинцы были против прогресса, — писала одна из газет Линкольна, — они просто не хотят платить за него». На выборах того года соперником Тимана стал демократ Джеймс Эксон, бизнесмен из Линкольна. Он обещал не повышать налоги и сократить расходы бюджета. На выборах он получил 53,8 % голосов, но это была его личная победа, а не победа партии — республиканские кандидаты прошли на все остальные административные посты. В своей инаугурационной речи Эксон обещал держать налоги на уровне 1970 года. Ему удалось сэкономить бюджетные деньги, отменив контроль за молочной и мясной продукцией, так как параллельно существовал федеральный контроль. В это время, к концу 1960-х, экономический рост замедлялся по всей стране, а в Небраске падали цены на кукурузу: с $2,12 за бушель в 1947 до $1,50 в середине 1950-х и до $1,15 в 1960-е годы.
В 1974 году демократы добились значительных успехов в целом по стране, в Небраске же жители в большинстве голосовали за республиканцев, но при этом переизбрали демократа Эксона на второй срок большинством в 60 % голосов. Между тем Эксону удавалось сохранять уровень расходов бюджета в 1972 и 1973 годах, но в 1974 и 1975 годах расходы резко подскочили. В 1975 году Эксон вёл долгие споры с легислатурой о введении новых налогов. Он утверждал, что в повышении нет необходимости, а легислатура полагала, что повышения избежать не удастся. Эксон созвал легислатуру на специальную сессию для обсуждения этого вопроса, но легислатура настояла на повышении подоходного налога, который в итоге стал выше, чем при администрации Тимана.
В кризисные 1970-е годы Небраске удалось избежать роста безработицы. В середине 1970-х средний уровень безработицы в США достиг 10 %, в Небраске же все 1960-е держался на уровне 2,5—3,0 %, и поднялся до 4,3 % к 1974 году. К 1975 году рост достиг пика (6,1 %), после чего начал снижаться и вернулся к уровню 3 % к концу десятилетия. Несмотря на замедление экономического роста в целом по стране, в Небраске в 1970-х годах росли цены на зерновые, и общая стоимость зерновых выросла от миллиарда долларов в начале десятилетия до трёх миллиардов к его концу. Однако, одновременно росла инфляция и поднимались цены на бензин, особенно после Нефтяного кризиса 1973 года. В феврале 1977 года Эксон обратился к легислатуре с предложением ввести 6-дневное энергетическое чрезвычайное положение, которое предполагало минимализацию обогрева в публичных учреждениях, переход с нефти на уголь там, где это возможно, и создание комитета по разработке технологий экономии ресурсов. Экономический кризис привёл к очередному сокращению количества ферм в штате: с 73 000 до 65 000 за десятилетие.
В 1970-х годах чернокожие и латиноамериканцы стали активнее участвовать в общественной жизни США, в Небраске же стали более заметны мексиканцы и индейцы. Легислатура штата в 1971 году создала комиссию по индейским делам, которая следила за соблюдением прав индейцев и координировала работу между индейскими активистами и агентствами штата. В том же году Комиссия по положению женщин была преобразована в агентство. В 1976 году появилась аналогичная комиссия по делам мексиканцев. Тема расовых отношений обострилась в 1972 году, после убийства Раймонда Жёлтая Молния, индейца лакота. В 1976 году индейская активистка Джо Энн Жёлтая Птица подала в суд на полицию, обвиняя её в жестоком обращении. Этот случай привлёк внимание всей страны, поскольку на этот раз обвиняющей стороной были индейцы. Жёлтая Птица выиграла суд, получив с полиции компенсацию в $300 000.

### Небраска в 1980-е годы
В 1979 году Небраска пережила вторую волну рецессии, которая выразилась в рекордной инфляции. В том году губернатором стал республиканец Чарльз Тон, который не мог себе позволить вводить новые налоги или поднимать прежние. Ему оставалось лишь сокращать расходы бюджета, поэтому в своей инаугурационной речи он призвал формировать такой бюджет, который не потребует новых налогов. Это не помогло избежать кризиса: в 1981 году инфляция стала съедать частные накопления, люди стали меньше покупать, из-за чего фабрики начали сокращать персонал. Безработица достигла 6 % — показателя середины 1970-х. Учителя, пожарные и госслужащие стали объединяться в профсоюзы, чтобы эффективнее требовать повышения зарплат. Инфляция съедала и доходы фермеров, несмотря на высокие урожаи. Ещё один удар нанесло фермерам банкротство сразу нескольких элеваторов. В октябре 1982 года Тон созвал легислатуру на особую сессию и добился ещё большего сокращения расходов бюджета. Газеты сравнивали ситуацию с Великой депрессией, но в том же году ситуация начала исправляться. Инфляция опустилась до 6 %, а через год до 3,2 %. Политические наблюдатели были убеждены, что Тон выиграет губернаторские выборы в ноябре 1982 года, но его обошёл демократ Боб Керри, который набрал 50,7 % голосов избирателей. На другие посты попали в основном республиканцы, в частности, впервые в истории Небраски высокую должность (казначея штата) заняла женщина, республиканка Кей Орр.
В первые дни Керри обратил внимание легислатуры, что значительная часть налогов поступает от малого бизнеса, и предложил развивать его методом образовательных программ. Сам в прошлом бизнесмен, Керри понимал важность развития бизнеса, и ему удалось достичь некоторых успехов. В Хейстингсе в феврале 1985 года был открыт завод, который перерабатывал кукурузу в этиловый спирт, давая почти половину потребляемого штатом спирта. Фирма Timpte trucks перенесла свой головной офис в город Дейвид-Сити, а в 1987 году открыла там свой завод. Керри также предпринимал меры по экономии энергоресурсов, выделяя деньги на внедрение энергосберегающих технологий в школах, больницах и домах для малоимущих. Керри производил хорошее впечатление своей энергичностью, харизмой, и даже своими отношениями с актрисой Деброй Уингер. Однажды Уингер была оштрафована за вождение без прав автомобиля, принадлежащего губернатору, но и это не испортило репутацию Керри. В первый срок его губернаторства Небраска заключила соглашение с Канзасом, Арканзасом, Луизианой и Оклахомой, выбрав место для хранения низкорадиоактивных отходов в городе Бьютт. Это решение тоже никак не сказалось на репутации Керри, хотя создало множество проблем последующим губернаторам.

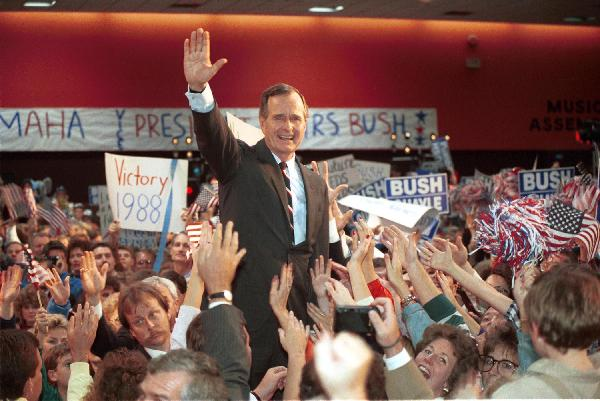
Джордж Буш в Омахе в 1988 году

В октябре 1985 года Керри объявил, что не пойдёт на перевыборы, поскольку не имеет желания быть губернатором ещё четыре года, и республиканцы выдвинули кандидатом казначея штата, Кей Орр, которая стала знаменита долгими спорами с Керри по вопросам фискальной политики. Её конкурентом от демократов неожиданно оказалась другая женщина, Хелен Бусалис, дважды мэр города Линкольна. Это был первый случай в истории США, когда две женщины боролись за губернаторское место. Орр победила и стала первой в истории Небраски женщиной-губернатором, и первой женщиной-губернатором в истории Республиканкой партии. Президент Рейган лично приезжал в Небраску, чтобы поддержать её на выборах. Проблема налогов оставалась главной проблемой Небраски. Она осложнилась, когда Конгресс США принял Закон о налоговой реформе 1986 года, из-за которого Небраске пришлось повышать уровень федеральных налогов. И как и всех губернаторов с 1960-х годов, Орр беспокоила проблема «утечки мозгов». Молодые жители Небраски, получив образование, стремились покинуть штат в поисках лучших условий работы. Губернатор старалась привлечь в штат крупную промышленность, но в 1986 году фирма Enron переехала из Омахи в Хьюстон, лишив штат 2200 рабочих мест. На следующий год фирма Conagra перенесла штаб в Кентукки, отчего Небраска потеряла ещё 670 рабочих мест. Орр поняла, что пора действовать, и убедила легислатуру принять ряд законов о поддержке бизнеса. Не все верили, что эти законы помогут, но анализ 1990 года показал, что законом воспользовалось 79 компаний, которые увеличили количество рабочих мест на 13 138.
В 1988 году в Небраске проживало 1 571 465 человек, и она имела 5 голосов в коллегии выборщиков. На президентских выборах 1988 года в Небраске победил республиканский кандидат Джордж Буш Старший, который набрал в штате 60,15 % голосов. Его конкурент Майкл Дукакис получил 39,20 % голосов.
В 1987 году в Небраске начались споры по поводу соглашения о захоронении низкорадиоактивных отходов. Протесты против этого решения затянулись до губернаторских выборов 1990 года. В ходе предвыборной кампании Орр настаивала на том, что Небраска не может выйти из соглашения по отходам, а её конкурент, демократ Бен Нельсон, допускал, что строительства хранилища можно избежать. В итоге Нельсон победил, получив 49,9 % голосов избирателей против 49,2 % голосов за Орр.

### Эпоха Нельсона

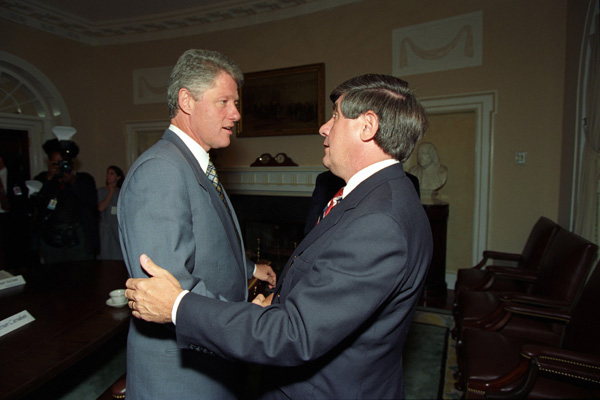
Бен Нельсон и Билл Клинтон в 1993 году

Нельсон вступил в должность 10 января 1991 года, когда Небраска вступала в очередной кризис, а вся страна была на пороге рецессии. В 1980-е правительство Рейгана сокращало федеральные расходы, фактически перекладывая их на плечи штатов, что вынуждало штаты поднимать налоги, на что и обратил внимание Нельсон в своей инаугурационной речи. Этим мерам Нельсон сопротивлялся почти весь свой губернаторский срок. Его беспокоила убыль населения и утечка мозгов: исследования показали, что между 1985 и 1990 годами Небраска потеряла 45 661 жителя, и почти столько же за предыдущее пятилетие; половина из них имела высшее образование. По примерным подсчётам, за пятилетие Небраска потеряла 13 000 специалистов высокой квалификации и более миллиарда долларов, которые не были получены в виде зарплат. Нельсон решил, что надо развивать не только индустрию, но и сельское хозяйство, и создал комиссию по развитию сельского хозяйства, которую возглавила вице-губернатор Максин Моул. Она выявила наиболее депрессивные регионы штата и разработала ряд налоговых льгот для бизнеса в этих регионах. Отдельные усилия были приложены к тому, чтобы выявить проблемы коренных народов. Представители племён виннебаго, омаха, санти-сиу и понка были приглашены на совещание с чиновниками, чтобы улучшить положение в здравоохранении и образовании. В 1993 году была создана Nebraska Community Foundation, которой удалось исправить ситуацию с иммигрантами и добиться увеличения ВВП Небраски с 33 миллиардов в 1990 году до 47 миллиардов в 1997 году.
Серьёзный удар по планам Нельсона нанесло объединение компании Northwestern Bell и US West, после чего Northwestern Bell перенесло свои офисы в Денвер и Финикс. Вместе с тем в 1993 году эта компания объявила, что намерена потратить большие суммы денег на прокладку высокоскоростного кабеля через Небраску. Тестовым городом для испытания нового кабеля стала Омаха. Тогда мало кто обратил внимание на это заявление, и только бывший губернатор Керри заметил, что это строительство может иметь долговременные последствия и дать штату новые рабочие места. Одновременно Нельсон думал о налаживании международных связей: в 1991 году он организовал тур для группы бизнесменов. Потом он провёл ещё 11 таких туров, в ходе которых были посещены Аргентина, Бразилия, Китай, Египет, Израиль и Япония. В итоге ему удалось добиться увеличения экспорта сельскохозяйственной продукции с $2,2 миллиардов до $3,5 миллиардов к 1998 году.
На президентских выборах 1992 года Джордж Буш получил 46,58 % голосов в штате и 5 голосов коллегии выборщиков Небраски. Эти выборы стали первыми, при которых действовало новое правило: победитель на всеобщих выборах получал два голоса, и ещё по одному голосу доставалось за победу в каждом из трёх конгрессиональных дистриктов Небраски. Небраска стала вторым после Мэна штатом, принявшим такое правило, и это привело к разделению голосов выборщиков на выборах 2008 и 2016 годов.
Несмотря на свои успехи и большую популярность, Нельсон не избежал критики из-за программы по захоронению радиоактивных отходов. В апреле 1991 года Раймонд Пири, директор межштатного объединения по захоронениям отходов, был арестован по обвинению в хищении $600 000 из фонда объединения. Его преемник устроил проверку, которая выявила, что похищено было даже больше: $928 000. Суд признал Пири виновным по все пунктам и приговорил к 50-ти месяцам тюремного заключения. На суде Пири заявил, что вопрос о захоронении отходов в Небраске был решён ещё в 1987 году, и это решение было политически мотивированным. Бывший губернатор Орр всё отрицала, и назвала это местью Пири за его арест. В декабре того года Нельсон спросил специалистов, что будет, если хранилище в округе Бойд всё же не строить. Ему ответили, что тогда не будет места для захоронения отходов, и две атомные станции в Небраске придётся остановить. В 1994 году Нельсон добился переизбрания с хорошим результатом, но баталии вокруг хранилища отходов продолжались. В 1996 году приближались сенатские выборы, и Эксон объявил, что не пойдёт на новый срок. Нельсон решил принять участие в сенатских выборах, что дало старт предвыборной кампании кандидатам в губернаторы. Однако, на выборах 1996 года Нельсона обошёл Чак Хэйгел, один из организаторов предвыборной кампании Рейгана в 1980 году. Новый шанс выпал Нельсону в 2000 году, когда Боб Керри отказался идти на третий сенатский срок, чтобы принять участие в президентских выборах 2000 года, повторную попытку после провала на выборах 1988 года. Вторая попытка Керри тоже была неудачной. Нельсон же на этот раз победил и 3 января 2001 года стал сенатором.
Губернатор Майкл Йоханс занял свой пост в 1999 году и сразу добился хороших отношений с легислатурой. На сессии того года легислатура одобрила все его предложения. Самым важным решением той сессии стал выход из соглашения по захоронению низкорадиоактивных отходов. 6 мая 1999 года Небраска официально вышла из соглашения и уведомила об этом всех участников.
В целом последнее десятилетие XX века было хорошим временем для страны вообще и для Небраски в частности, если не считать ряд проблем в сельском хозяйстве. Рецессия 1990-х годов завершилась, и начался экономический подъём, который длился почти 10 лет (107 месяцев). Уровень безработицы в США упал до 4,5 % к 1998 году, а в Небраске до 2,7 %. Количество промышленных предприятий выросло всего на 3,4 %, но количество рабочих мест выросло до на 12,2 %.

## XXI век

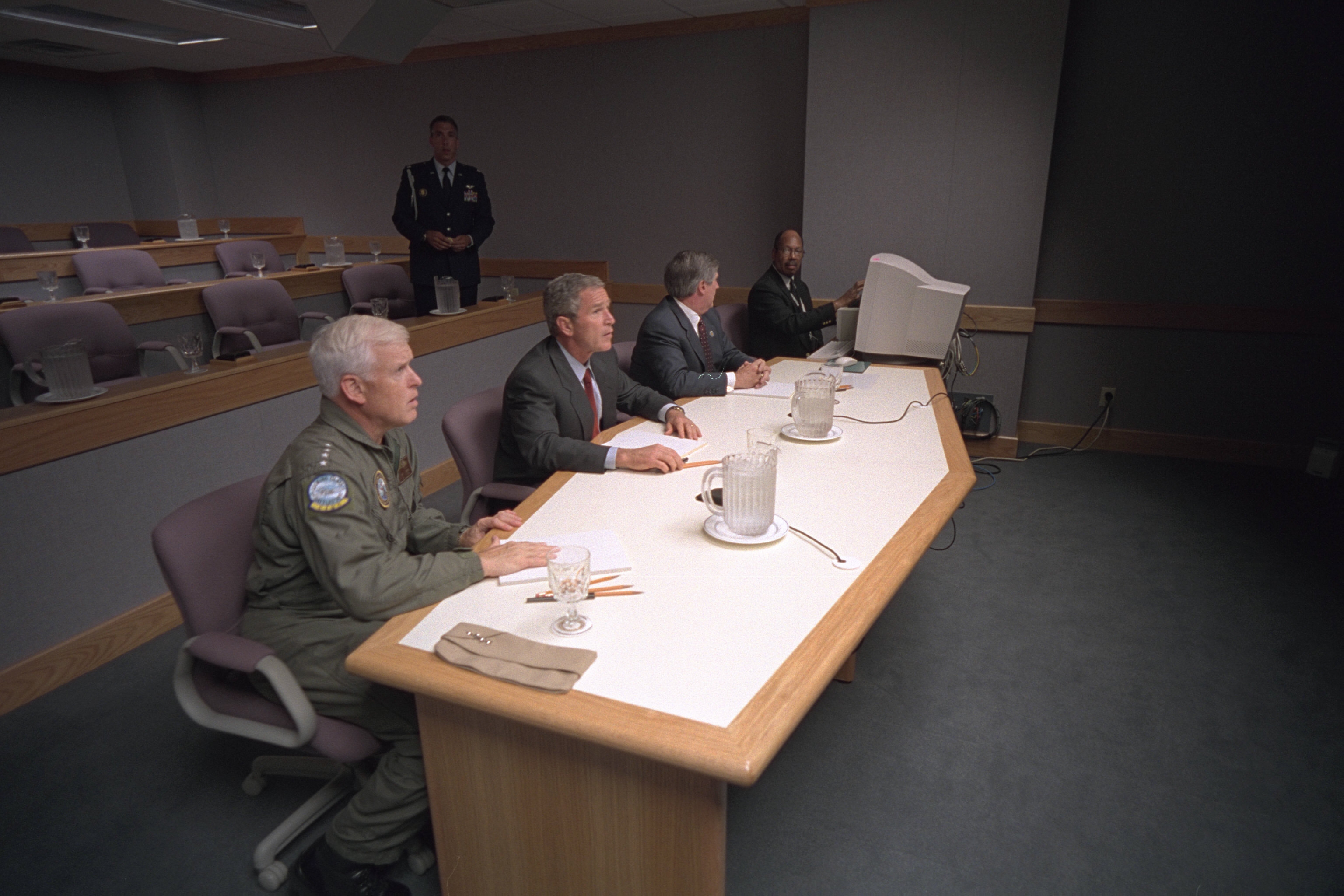
Президент Буш на базе Оффатт 11 сентября 2001 года

В 2000 году население Небраски составляло 1 711 263 человека и она имела 5 человек в коллегии выборщиков. На президентских выборах 2000 года в Небраске победил Джордж Буш Младший, который набрал 62,25 % голосов избирателей.
В начале века кризис в сельском хозяйстве продолжался, и ферм становилось всё меньше, так что в 2005 году их насчитывалось 48 000 (более чем двойное сокращение со времени 1935 года). Это объяснялось ростом налогов, которые, в свою очередь, были вызваны ростом расходов бюджета штата. Йоханнес с первых дней своего срока утверждал, что размеры управленческого аппарата надо держать под контролем, чтобы не допускать роста налогов. Помимо этого он следил за надлежащим финансированием органов правопорядка, и боролся с наркоторговлей в Небраске. Как и его предшественники, он продолжал искать новые рынки для продукции штата и для этих целей организовал бизнес-туры на Тайвань, в Японию, Гонконг, Китай, Австралию, Бразилию, Чили, Южную Корею, Малайзию и Мексику. Между тем участники соглашения по захоронению радиоактивных отходов обвинили Небраску в нарушении договорённостей. В 2002 году Федеральный окружной суд США встал на сторону истца и приговорил Небраску к выплате штрафа в $151 миллион долларов. В 2004 году Апелляционный суд восьмого округа США поддержал это решение. Прошение о повторном слушании было отклонено. Тогда администраторы штата обратились напрямую к участникам Соглашения, предлагая заключить Мировое соглашение. В итоге Небраска выплатила $145,8 миллионов, и на этом спор был улажен. Позже было решено, что Небраска будет отправлять отходы своих атомных станций в Южную Каролину и Юту.
В том же 2001 году Дорожный департамент Небраски объявил о программе расширения трассы I-80 до шести полос. Работы начались в 2003 году и завершились в ноябре 2013 года.
Когда 11 сентября 2001 года произошли террористические атаки, Президент Буш находился во Флориде. Он сразу вылетел в Луизиану, но не нашёл там средств коммуникации, поэтому полетел в Небраску на базу Оффатт, где имелся безопасный командный бункер с хорошо налаженной связью. Там президент устроил брифинг для военнослужащих, после чего провёл видеоконференцию с советниками по национальной безопасности. Всего Буш пробыл на базе 90 минут.
После террористических атак 11 сентября начался экономический спад, из-за которого Небраска должна была недополучить 183 миллиона налоговых поступлений. Йоханс созвал внеочередную сессию легислатуры и добился сокращения расходов на 171 миллион долларов, для чего были уволены около сотни госслужащих. В том же году ушёл в отставку вице-губернатор, и Йоханс назначил на его место бывшего казначея штата, Дэвида Хейнемана. В 2002 году Йоханс пошёл на перевыборы вместе с Хейнеманом и был выбран на второй срок. На выборах того года республиканцы уверенно побеждали в борьбе за административные посты, в частности, Чак Хэйгел был переизбран сенатором. В 2003 году легислатура принимала двухлетний бюджетный план, при этом аналитики предсказывали большой дефицит бюджета к 2005 году. На весенней сессии 2003 года легислатура постановила поднять налоги, чтобы получить дополнительные $340 миллионов для сбалансировки бюджета.
В 2004 году президент Джордж Буш назначил Йоханса министром сельского хозяйства, поэтому тот покинул пост губернатора, передав его вице-губернатору Хейнеману, который был переизбран в 2006 году, а затем и в 2010-м. До этого жители Небраски выбирали то республиканца, то демократа, не отдавая длительного предпочтения ни одной партии. Республиканец Хейнеман изменил эту тенденцию. Он был избран после республиканца, и после него Небраска также голосовала за республиканцев. При Хейнемане Небраске удалось ненадолго изменить и тенденцию «утечки мозгов»: в 2008 году приток мигрантов с высшим образованием превысил отток на 267 человек, а на следующий год уже на 1644 человека. Аналитики полагали, что это связано с низким уровнем безработицы в штате. Но эта тенденция не получила развития.
В 2012 году прошли президентские выборы в США, на которых республиканский кандидат Митт Ромни победил в Небраске, набрав 60,5 % голосов, против всего 37,8 % голосов за Барака Обаму. В борьбе за сенатское место республиканка Дебра Фишер победила демократа и бывшего губернатора Боба Керри, что стало окончательным торжеством небрасских демократов: теперь они контролировали и губернаторскую должность, и обе сенатских. Керри пытался вернуться в политику после 12-летнего перерыва, во время которого он был президентом нью-йоркской Новой школы, и его пребывание во главе этого либерального заведения стало минусом с точки зрения консерваторов Небраски.
На губернаторских выборах 2014 года победил республиканец Джон Рикеттс, который получил 57,2 % голосов избирателей. Впоследствии он был переизбран в 2018 году (59 % голосов), а в 2023 году стал сенатором.
В 2016 году на президентских выборах в Небраске предсказуемо победил Дональд Трамп, который набрал 58,7 % голосов и получил все пять голосов выборщиков от Небраски. Хилари Клинтон смогла победить только в двух округах и получила 33,7 % голосов.
На президентских выборах 2020 года Трамп победил своего конкурента Джо Байдена с тем же процентом, что и на предыдущих выборах (58,2 %), но на этот раз он получил только 4 голоса выборщиков, а 1 голос ушёл Байдену. Это был второй после 2008 года случай, когда голоса выборщиков разделились.

### Пандемия COVID-19
С начала пандемии COVID-19 и по 2023 год в Небраске было зафиксировано 570 835 случаев заболевания коронавирусом SARS-CoV-2 и 5068 смертей от него, то есть, умер 1 из 382 человек населения. Пик смертности пришёлся на декабрь 2020 года, а пик заболеваемости — на январь 2022 года.

### Статьи
- Dick, Everett. The Great Nebraska Drouth of 1894: The Exodus (англ.) // Arizona and the West. — Journal of the Southwest, 1973. — Vol. 15, iss. 4. — P. 333—344.
- Shumate, Roger V. The Nebraska Unicameral Legislature (англ.) // The Western Political Quarterly. — University of Utah, 1952. — Vol. 5, iss. 3. — P. 504—512. — doi:10.2307/442608.